# Rafael Nadal i Parera
|  | «Rafael Nadal» redirigeix aquí. Vegeu-ne altres significats a «Rafael Nadal (desambiguació)». |

Rafael Nadal i Parera   (Manacor, 3 de juny de 1986), I marquès del Llevant de Mallorca, és un exjugador de tennis professional mallorquí. És el millor tennista de la història del tennis sobre terra batuda tenint en compte el seu percentatge de victòries i quantitat de títols aconseguits sobre aquesta superfície. Ha estat número 1 al rànquing individual de l'ATP un total de 196 setmanes en set etapes que van del 2008 al 2018.
Al seu palmarès hi destaquen la medalla d'or als Jocs Olímpics de Pequín (2008), quatre Copes Davis amb Espanya i haver completat el Grand Slam de tennis durant la carrera els anys 2010 i 2022, setè jugador en aconseguir-ho en la història del tennis i segon en aconseguir-ho dues ocasions. Paral·lelament també fou el segon tennista en aconseguir l'anomenat Golden Slam durant la carrera (quatre Grand Slams i medalla d'or als Jocs Olímpics) darrere d'Andre Agassi. També sobresurten els 22 títols de Grand Slam, dels quals catorze són del Roland Garros (quatre, cinc i quatre consecutius, i rècord de victòries a un torneig únic de Grand Slam), superant els sis de la llegenda sueca Björn Borg al Roland Garros i els onze de Margaret Court en la història del tennis. L'any 2022 va esdevenir el tennista masculí amb més títols de Grand Slam individuals en aconseguir el número 22 del seu palmarès. També ha guanyat 36 títols de categoria Masters 1000, els vuit consecutius al Masters de Montecarlo i la ratxa de 81 victòries consecutives sobre terra batuda entre els anys 2005 i 2007. Va mantenir una gran rivalitat esportiva amb Roger Federer, que llavors es va ampliar amb Novak Đoković i Andy Murray.
El setembre de 2008 fou guardonat amb el Premi Príncep d'Astúries dels Esports per la seva contribució al món de l'esport i pels mèrits aconseguits durant l'any 2008, i el mateix any obtingué també el premi Marca Leyenda.

## Biografia
Rafael Nadal va néixer a Manacor el 3 de juny de 1986, fill de Sebastià Nadal i Anna Maria Parera. Té una germana petita anomenada Maria Isabel. Per part de pare, és nebot de Miquel Àngel Nadal, exfutbolista del RCD Mallorca i FC Barcelona; d'Antoni Nadal, extennista professional i entrenador, descobridor del seu talent pel tennis a només tres anys; i de Rafael Nadal i Homar, empresari i polític, que fou regidor de l'Ajuntament de Manacor. El seu avi, Rafael Nadal i Nadal (1929–2015), fou pianista i director de l'Escola Municipal de Música de Manacor. El juny de 2009, els mitjans de comunicació van publicar que els seus pares s'havien separat.
Des de 2005 va començar a sortir amb una jove manacorina, Maria Francesca "Mery" Perelló Pascual (n. Manacor, 7 de juliol de 1988), única filla del constructor Bernat Perelló i de la funcionària de l'Ajuntament de Manacor. Va estudiar al col·legi religiós La Puresa i a l'Institut Mossèn Alcover abans d'anar a la universitat, on el 21 de juliol de 2013, es va graduar en Administració i Direcció d'Empreses a la Universitat de les Illes Balears. La parella es va casar el 19 d'octubre de 2019 a la Fortalesa de l'Avançada de Pollença, Mallorca. El 9 d'octubre de 2022 va néixer el seu primer fill, a qui van anomenar Rafael. El matrimoni espera el naixement d'un segon fill l'estiu de 2025.
És un gran seguidor del futbol, fan del Reial Madrid i especialment vinculat al RCD Mallorca, club local al naixement del qual va esdevenir accionista el 8 de juliol de 2010 per evitar-ne la desaparició. Amb un 10% de les accions, li van oferir el càrrec de vicepresident però va rebutjar l'oferta. També és un fervent seguidor de la Selecció de futbol d'Espanya, i fou una de les úniques sis persones no vinculades a l'equip que va poder entrar al vestidor immediatament després que la selecció guanyés el Mundial de Futbol del 2010.
El novembre de 2007 es va dur a terme la creació de la Fundación Rafa Nadal, i fou presentada el febrer de 2008 en el Club de Tennis Manacor. El principal objectiu de l'entitat és el treball social i l'ajuda al desenvolupament dels infants i adolescents. Durant la inauguració, Nadal va declarar que això representava l'inici del seu futur, ja que quan es retirés tindria més temps per treballar per una societat millor. Afegí també que va decidir crear una fundació pròpia per poder escollir el destí dels diners recaptats. Tant els seus pares, com el seu entrenador Toni Nadal i el seu agent Carles Costa, estan involucrats en la gestió de la fundació. L'octubre de 2010 van viatjar a l'Índia per realitzar la primera actuació d'assistència a la zona d'Andhra Pradesh. Allà treballa en el projecte Anantapur Educational Center col·laborant amb la Fundació Vicenç Ferrer.
L'any 2016 va inaugurar la seva pròpia acadèmia de tennis anomenada Rafa Nadal Tennis Academy, a Manacor. El seu oncle i entrenador Toni Nadal va passar a dirigir l'acadèmia i l'extennista Carles Moyà el va substituir com a entrenador. Aquestes instal·lacions permeten que diversos infants o tennistes professionals puguin residir, estudiar i entrenar, i fins i tot, ell mateix les utilitza com a base d'entrenament. Posteriorment va ampliar les instal·lacions per ampliar el nombre residents i camps d'entrenament de diverses superfícies, i també va inaugurar més escoles de tennis arreu del món amb subseus a Mèxic, Grècia i Kuwait. Degut als aiguats produïts l'octubre de 2018 a la zona on està situada l'acadèmia, el centre va obrir les instal·lacions a totes les víctimes desallotjades que ho requerissin, i posteriorment va fer donacions i organitzar diversos actes de beneficència per refer els danys produïts pel desastre natural.
L'any 2004, l'Observatori Astronòmic de Mallorca va descobrir un asteroide que va anomenar (128036) Rafaelnadal en honor seu. El febrer de 2010 Nadal va protagonitzar el videoclip "Gypsy" al costat de Shakira i l'agost de 2011 va publicar la seva autobiografia amb la col·laboració de l'escriptor esportiu John Carlin.
Tot i que Nadal no s'ha significat mai per cap partit polític, té nombrosos vincles amb el Partit Popular dins la família i entre els seus contactes i amistats. En diverses ocasions, tant ell com la família han estat acusat d'operacions il·legals o irregulars, entre les quals urbanisme a la carta, però cap d'aquestes acusacions no s'ha materialitzat en denúncia ni condemna legal.

## Torneigs de Grand Slam

### Individual: 30 (22−8)
| Resultat  | Núm. | Any  | Torneig              | Oponent            | Marcador                      |
| --------- | ---- | ---- | -------------------- | ------------------ | ----------------------------- |
| Guanyador | 1.   | 2005 | Roland Garros        | Mariano Puerta     | 6−7(6), 6−3, 6−1, 7−5         |
| Guanyador | 2.   | 2006 | Roland Garros (2)    | Roger Federer      | 1−6, 6−1, 6−4, 7−6(4)         |
| Finalista | 1.   | 2006 | Wimbledon            | Roger Federer      | 0−6, 6−7(5), 7−6(2), 3−6      |
| Guanyador | 3.   | 2007 | Roland Garros (3)    | Roger Federer      | 6−3, 4−6, 6−3, 6−4            |
| Finalista | 2.   | 2007 | Wimbledon (2)        | Roger Federer      | 6−7(7), 6−4, 6−7(3), 6−2, 2−6 |
| Guanyador | 4.   | 2008 | Roland Garros (4)    | Roger Federer      | 6−1, 6−3, 6−0                 |
| Guanyador | 5.   | 2008 | Wimbledon            | Roger Federer      | 6−4, 6−4, 6−7(5), 6−7(8), 9−7 |
| Guanyador | 6.   | 2009 | Open d'Austràlia     | Roger Federer      | 7−5, 3−6, 7−6(3), 3−6, 6−2    |
| Guanyador | 7.   | 2010 | Roland Garros (5)    | Robin Söderling    | 6−4, 6−2, 6−4                 |
| Guanyador | 8.   | 2010 | Wimbledon (2)        | Tomáš Berdych      | 6−3, 7−5, 6−4                 |
| Guanyador | 9.   | 2010 | US Open              | Novak Đoković      | 6−4, 5−7, 6−4, 6−2            |
| Guanyador | 10.  | 2011 | Roland Garros (6)    | Roger Federer      | 7−5, 7−6(3), 5−7, 6−1         |
| Finalista | 3.   | 2011 | Wimbledon (3)        | Novak Đoković      | 4−6, 1−6, 6−1, 3−6            |
| Finalista | 4.   | 2011 | US Open              | Novak Đoković      | 2–6, 4–6, 7–6(3), 1–6         |
| Finalista | 5.   | 2012 | Open d'Austràlia (2) | Novak Đoković      | 5−7, 6−4, 6−2, 6−7(5), 7−5    |
| Guanyador | 11.  | 2012 | Roland Garros (7)    | Novak Đoković      | 6−4, 6−3, 2−6, 7−5            |
| Guanyador | 12.  | 2013 | Roland Garros (8)    | David Ferrer       | 6−3, 6−2, 6−3                 |
| Guanyador | 13.  | 2013 | US Open (2)          | Novak Đoković      | 6−2, 3−6, 6−4, 6−1            |
| Finalista | 6.   | 2014 | Open d'Austràlia (3) | Stanislas Wawrinka | 3−6, 2−6, 6−3, 3−6            |
| Guanyador | 14.  | 2014 | Roland Garros (9)    | Novak Đoković      | 3−6, 7−5, 6−2, 6−4            |
| Finalista | 7.   | 2017 | Open d'Austràlia (4) | Roger Federer      | 4−6, 6−3, 1−6, 6−3, 3−6       |
| Guanyador | 15.  | 2017 | Roland Garros (10)   | Stan Wawrinka      | 6−2, 6−3, 6−1                 |
| Guanyador | 16.  | 2017 | US Open (3)          | Kevin Anderson     | 6−3, 6−3, 6−4                 |
| Guanyador | 17.  | 2018 | Roland Garros (11)   | Dominic Thiem      | 6−4, 6−3, 6−2                 |
| Finalista | 8.   | 2019 | Open d'Austràlia (5) | Novak Đoković      | 3−6, 2−6, 3−6                 |
| Guanyador | 18.  | 2019 | Roland Garros (12)   | Dominic Thiem      | 6−3, 5−7, 6−1, 6−1            |
| Guanyador | 19.  | 2019 | US Open (4)          | Daniïl Medvédev    | 7−5, 6−3, 5−7, 4−6, 6−4       |
| Guanyador | 20.  | 2020 | Roland Garros (13)   | Novak Đoković      | 6−0, 6−2, 7−5                 |
| Guanyador | 21.  | 2022 | Open d'Austràlia (2) | Daniïl Medvédev    | 2−6, 6−7(5), 6−4, 6−4, 7−5    |
| Guanyador | 22.  | 2022 | Roland Garros (14)   | Casper Ruud        | 6−3, 6−3, 6−0                 |

## Jocs Olímpics

### Individual
| Any  | Campionat                   | Oponent           | Resultat         |
| ---- | --------------------------- | ----------------- | ---------------- |
| 2008 | Jocs Olímpics, Pequín, Xina | Fernando González | 6−3, 7−6(2), 6−3 |

### Dobles
| Any  | Campionat                              | Parella    | Oponents                  | Resultat      |
| ---- | -------------------------------------- | ---------- | ------------------------- | ------------- |
| 2016 | Jocs Olímpics, Rio de Janeiro (Brasil) | Marc López | Florin Mergea Horia Tecău | 6−2, 3−6, 6−4 |

## Carrera esportiva

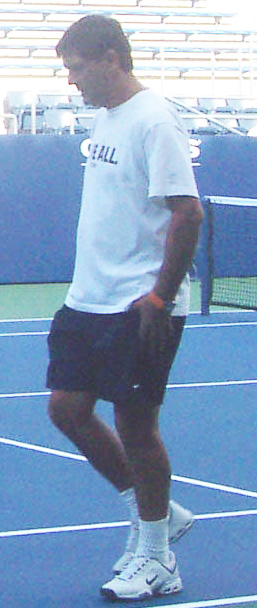
Toni Nadal, oncle i entrenador de Rafael Nadal (2006).

### Inicis
S'inicià en el món del tennis amb només 5 anys, quan començà a entrenar amb el seu oncle i entrenador Toni Nadal. Format primerament al Club de Tennis de Manacor, va guanyar el Torneig de Balears (el seu primer torneig) amb 8 anys. De petit compaginava el tennis amb el futbol, esport del qual també és gran seguidor. El seu oncle va decidir intensificar els seus entrenaments i encoratjar-lo a començar a utilitzar el braç esquerre per jugar a tennis i donar-li un avantatge natural a les pistes de tennis. Poc després passaria a entrenar al Reial Club de Tennis Barcelona. Campió individual aleví (1997, 1998), com a cadet va aconseguir els títols espanyols i europeus de la seva edat. El seu pare el va obligar a decidir-se per un dels dos esports perquè els entrenaments ocupaven més temps progressivament i el seu rendiment escolar se'n començava a ressentir. Quan va complir els 14 anys, la federació espanyola de tennis va sol·licitar que deixés Mallorca per anar a entrenar a Barcelona. La seva família, i especialment el seu entrenador, van declinar aquesta opció perquè preferien seguir entrenant en família i no canviar la seva educació. La federació li va reduir el suport econòmic i la seva família va haver de cobrir alguns costos. Va esdevenir professional a l'edat de 15 anys (2001) i va participar en dos esdeveniments júniors del circuit ITF. L'any següent va arribar a semifinals del torneig de Wimbledon en categoria júnior (2002).
El 2002 començà de la millor manera possible, participà en el primer torneig International Series el mes d'abril a Palma i guanyà el seu primer partit amb 15 anys i 10 mesos. Durant aquest segon any com professional també disputà 9 torneigs future de l'ATP (guanyant-ne 6) i 2 challenger. En aquest punt de la seva carrera, on ja despuntava, es començava a erigir com el tennista espanyol amb més projecció.
L'any 2003 suposà l'entrada de Nadal als cercles més selectes del tennis mundial, abandonà el circuit de futures i començà a disputar els seus primers Grand Slam, participant a Wimbledon (tercera ronda) i a US Open (segona ronda), i ATP Masters Series. D'aquest any també destaquen les seves participacions en els challenger on va aconseguir dues victòries i quatre finals. El millor resultat del mallorquí a un International Series aquell any va ser a Umag, amb unes semifinals.
2004
S'inicia la progressió d'un Nadal de només 17 anys al circuit professional. Començà la temporada arribant a la seva primera final d'un torneig de l'ATP, va ser al Torneig d'Auckland al gener, on va perdre la final contra Dominik Hrbaty. Disputà una gran quantitat de torneigs i comença a destacar sobretot a terra batuda arribant a quarts de final a Estoril, Bastad i Stuttgart. A Estoril es va haver de retirar per una fractura al turmell que el va mantenir tres mesos de baixa, provocada per l'estrès físic dels últims mesos, i es va perdre la major part dels torneigs sobre terra batuda, inclòs el Roland Garros. Entre els partits disputats destaquen la victòria contra Roger Federer al Masters de Miami, en el seu primer enfrontament i quan aquest ja era número 1 del món. El mes d'agost guanyà el primer títol de l'ATP Tour en imposar-se en el Sopot a José Acasuso a la final i sense cedir un sol set en tot el torneig. Va acabar l'any en la posició 51 del rànquing individual.
Durant aquesta temporada va formar part per primera vegada de l'equip espanyol de Copa Davis, on va tenir una participació crucial. A la primera ronda contra la República Txeca jugà tres partits, va perdre el primer individual contra Jiri Novak i el doble, no obstant va guanyar a Radek Stepanek en el cinquè i definitiu punt que feia guanyar l'eliminatòria. No participaria en la segona ronda en individuals però sí en dobles on perdria junt amb Tommy Robredo el seu punt, no obstant Espanya s'imposaria als Països Baixos 4-1 el mes d'abril a la plaça de toros de Palma. A les semifinals del torneig tornà a l'equip espanyol amb un paper destacat contra França guanyant dos punts, un de dobles (amb Robredo) i un individual contra Arnaud Clement. A la final, també ajudaria a Espanya a acostar-se més encara al trofeu amb una victòria sobre Andy Roddick, número 2 del rànquing individual masculí. Aquesta final, disputada l'octubre a Sevilla, l'acabaria guanyant un punt de Carles Moyà aconseguint el títol per segona ocasió.

### Primers Grand Slam (2005−2007)
2005
L'any 2005 va ser el gran any de Rafael Nadal. Tennista revelació del circuit guanyà 11 títols, incloent-hi 4 ATP Masters Series i el seu primer Grand Slam, concretament el Roland Garros.
Nadal començà la temporada com número 56 del món, disputà els torneigs de Doha, Auckland i Buenos Aires on no va passar de les primeres rondes a més de l'Open d'Austràlia on l'eliminà Lleyton Hewitt a quarta ronda. A partir d'aquí començaria el seu ascens dominant tots els torneigs sobre terra batuda que va disputar durant la primavera amb un total de 24 victòries consecutives. Va guanyar els títols de Costa Do Sauipe, Acapulco, Masters de Montecarlo, el Comte de Godó i Masters de Roma, imposant-se respectivament a Alberto Martín, Albert Montañés, Guillermo Coria, Juan Carlos Ferrero i novament a Coria. Entremig va participar en el Masters de Miami i va arribar a la final, però després d'estar a dos punts de guanyar en tres sets, finalment Federer el va superar en cinc sets. Imparable sobre terra batuda, va arribar al seu primer Roland Garros com cinquè en el rànquing mundial. El dia del seu dinovè aniversari va vèncer a Federer en les semifinals i posteriorment va superar a Mariano Puerta en la final, esdevenint així en el segon tennista masculí que guanyava el Roland Garros en el primer intent, seguint a Mats Wilander (1982). Sobre gespa, els resultats van ser molt negatius, ja que en el primer partit va caure davant Alexander Waske a Halle, i a Wimbledon només va arribar a segona ronda, superat per Gilles Müller. Es va refer ràpidament amb tres títols consecutius, superant a Tomáš Berdych a Bastad, a Gastón Gaudio a Stuttgart i a Andre Agassi al Masters del Canadà, en els dos primers no va cedir cap set. Amb aquests resultats va escalar a la segona posició del rànquing individual. Va perdre en primera ronda al Masters de Cincinnati i va arribar a tercera ronda en el US Open en caure contra James Blake. Seguidament va formar part de l'equip espanyol de Copa Davis, i gràcies a les seves victòries contra Itàlia, Espanya es va mantenir en el Grup Mundial. Abans d'acabar la temporada, també es va guanyar els títols de Pequín i Masters de Madrid superant a Coria i Ivan Ljubičić respectivament. A causa de la fatiga i d'haver forçat els genolls en el darrer torneig, va patir una lesió en un peu que li va impedir participar en la Copa Masters.
Tant Nadal com Federer van tancar l'any amb onze títols individuals, quatre dels quals de categoria Masters. Dels títols aconseguits per Nadal, vuit foren sobre terra batuda i la resta sobre pista dura, i també va guanyar 79 partits, just després de Federer amb 81. Tot i no ser número 1, ja va esdevenir el tennista espanyol amb el rànquing més alt a final d'any i fou guardonat amb el premi al tennista revelació de l'any.
2006

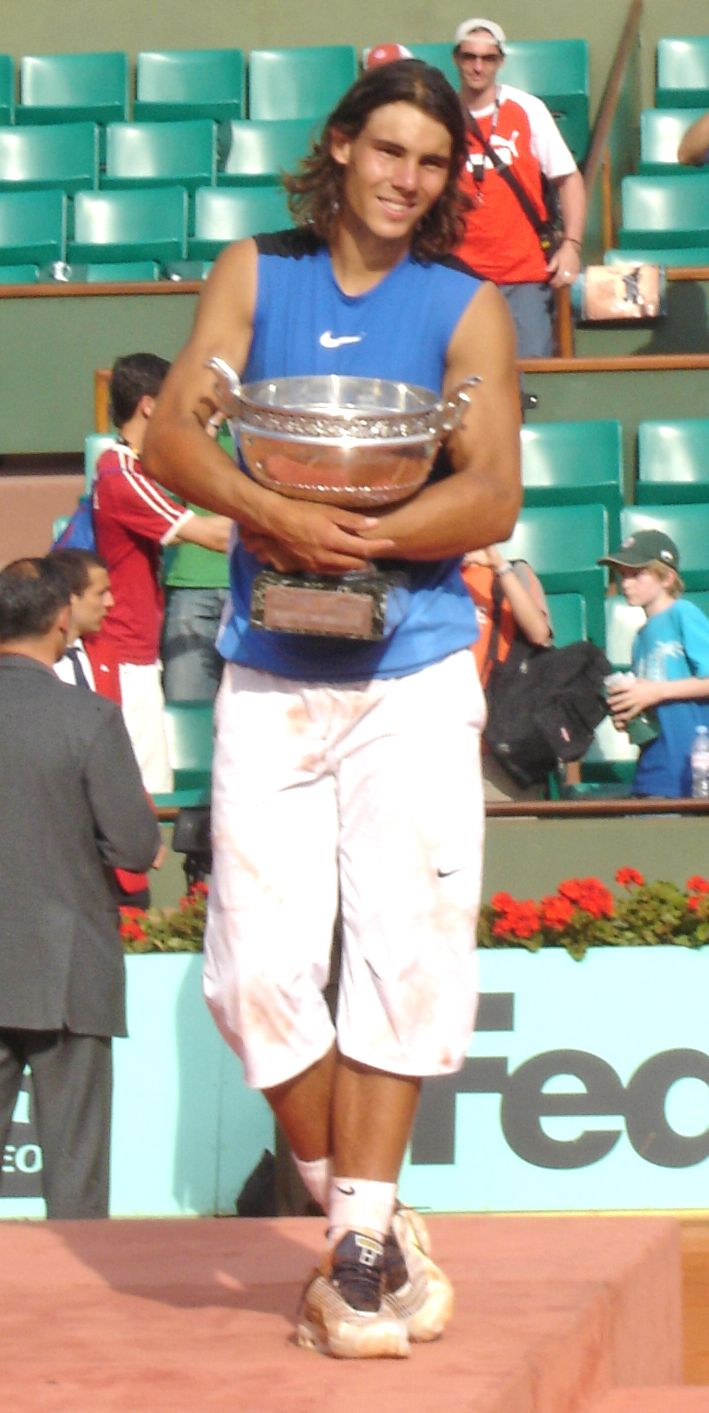
Nadal amb el seu segon trofeu de Roland Garros (2006).

Aquest fou l'any de la seva consagració com el segon millor tennista del moment només superat per Roger Federer. A causa de la lesió que va patir a final de la temporada passada, es va perdre l'inici d'aquesta i entre ells l'Open d'Austràlia, aquests problemes físics l'acompanyaren durant tot l'any, l'obligaren a retirar-se al torneig de Queen's i a renunicar a la participació d'altres com el de Stuttgart. Va reaparèixer al febrer a Marsella on va arribar a semifinals i dues setmanes després va aconseguir derrotar Federer en la final de Dubai, així guanyà el seu primer títol de l'any. Ell i Andy Murray foren els únics tennistes que van aconseguir superar Federer durant aquesta temporada. A Indian Wells fou semifinalista en caure davant Blake i a Miami només va arribar a segona ronda. Sobre terra batuda, Nadal va encadenar 24 victòries consecutives imposant-se en els quatre torneigs que va disputar. Va superar Federer a Montecarlo, Tommy Robredo al Comte de Godó, novament Federer a Roma. Aquesta ratxa li va permetre superar la marca de l'argentí Guillermo Vilas de 53 victòries consecutives sobre terra batuda. El mateix Vilas li va atorgar un trofeu en reconeixement però posteriorment va declarar que la marca de Nadal era menys impressionant que la seva, ja que només ho havia fet en dos anys i a ell li va costar més anys aconseguir-la. Seguidament va disputar el Roland Garros, va imposar-se novament a Federer i va esdevenir el primer tennista que el superava en una final de Grand Slam. Amb el segon títol de Roland Garros consecutiu va ampliar el seu registre a 60 victòries consecutives sobre terra batuda.
Seguidament participà en el torneig de Queen's però es va retirar a quarts de final davant Hewitt per molèsties a l'espatlla. Així es trencà un registre de 26 victòries consecutives. Al mes de juny arribà el moment àlgid de la temporada amb el Grand Slam de Wimbledon, on es va plantar a la final per sorpresa de tots, primer espanyol que arribava a la final de Wimbledon des de Manuel Santana l'any 1966. Pel camí va superar Andre Agassi l'any de la seva retirada però malauradament va caure en quatre sets davant Federer, especialista sobre la gespa de Wimbledon. En els Masters previs al US Open, va perdre a Toronto en tercera ronda i a Cincinnati a quarts de final. En el US Open es preveia una nova final contra Federer però fou derrotat inesperadament a quarts de final per Mikhaïl Iujni. Fins a final de temporada només va disputar tres torneigs més, va caure a segona ronda a Estocolm contra Joachim Johansson (núm. 690 del rànquing), fou derrotat per Berdych a quarts de final a Madrid. En la Copa Masters, va perdre davant Blake i va guanyar a Nikolai Davidenko i Robredo en la fase inicial. Això no obstant, a semifinals el va superar Federer i va acabar la temporada novament en el segon lloc del rànquing individual.
2007
Va començar l'any a Chennai arribant a les semifinals d'individuals i llavors va caure a quarts de final al primer Grand Slam de l'any, l'Obert d'Austràlia, on va caure davant Fernando González. Va declinar participar en la primera ronda de la Copa Davis. Després d'arribar a quarts de final de Dubai, va aconseguir el primer títol de la temporada al Masters d'Indian Wells. Al Masters de Miami només va arribar a quarts de final, superat per Novak Đoković. De tornada a Europa per començar la temporada sobre terra batuda, va encadenar quatre títols dels cinc disputats. Primer es va imposar al Masters de Montecarlo, després al Comte de Godó i al Masters de Roma. Al Masters d'Hamburg fou vençut per Federer en la final, derrota que va posar fi a la marca històrica de 81 victòries consecutives sobre terra batuda. Tanmateix, es va venjar superant-lo a la final del Roland Garros, tercer títol consecutiu. Entre els torneigs del Comte de Godó i Roma, Nadal va derrotar a Federer en la "Batalla de les Superfícies", partit d'exhibició celebrat a Mallorca, on una meitat del camp era de terra batuda i l'altra meitat de gespa, ja que representaven els dos millors tennistes de la història sobre cada superfície.
Seguidament va disputar el torneig de Queen's arribant a quarts de final i llavors el Grand Slam de Wimbledon. Aconseguí arribar a la final per enfrontar-se novament a Federer però va caure en cinc sets. Federer es va coronar pentacampió del torneig però era la primera vegada que va haver de jugar cinc sets a Wimbledon des del 2001. Després va guanyar el torneig de Stuttgart imposant-se a Stanislas Wawrinka en la final, i fou el darrer títol de l'any. En la gira americana per a preparar l'Open dels Estats Units, fou semifinalista a Mont-real i va caure a primera ronda al Masters de Cincinnati. Al US Open va caure a quarta ronda davant David Ferrer. Va descansar durant unes setmanes i va tornar al circuit per disputar el Masters de Madrid i el Masters de París, però en ambdós fou vençut per David Nalbandian a quarts de final i a la final respectivament. En la Copa Masters va guanyar dos dels tres partits de la primera fase i va accedir a semifinals, però Federer el va derrotar. Va acabar la temporada en el segon lloc del rànquing mundial per tercer any consecutiu.

### Número 1 i or olímpic (2008−2009)
2008

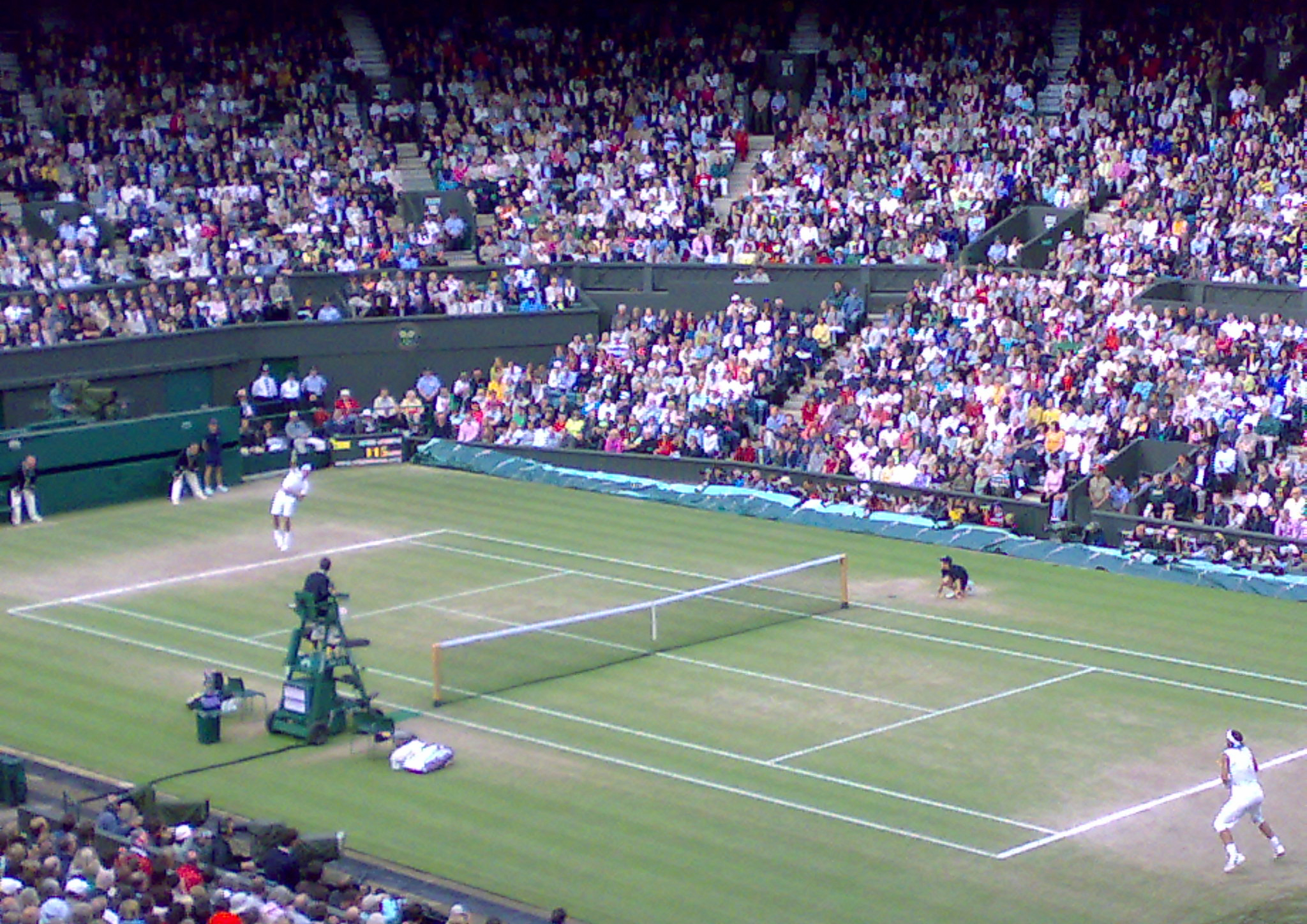
Nadal i Federer disputant la final de Wimbledon (2008).

La temporada 2008 va començar en el torneig de Chennai i fou finalista en ser vençut per Mikhaïl Iujni. Seguidament va disputar l'Open d'Austràlia i va arribar a semifinals per primera vegada en ser derrotat ràpidament per Jo-Wilfried Tsonga. Després de ser novament finalista a Miami, va iniciar la temporada sobre terra batuda amb èxit, quatre títols individuals i superant a Federer en tres finals. A Montecarlo es va endur el quart títol consecutiu, les tres últimes contra Federer. També va guanyar el seu quart Comte de Godó consecutiu. Seguidament es va imposar en la final del Masters d'Hamburg, novament contra Federer però amb més problemes. Aquesta etapa va culminar amb el títol en el Roland Garros, també contra Federer en la final. Va guanyar el seu quart Roland Garros consecutiu, empatant amb Björn Borg, i va esdevenir el cinquè home de l'Era Open en guanyar un títol de Grand Slam sense perdre cap set. Tot i que en la final d'Hamburg, Federer va donar maldecaps a Nadal, en la final del Roland Garros, Federer només a aconseguir guanyar quatre jocs i va romandre a 0 en un set per primera ocasió des del 1999. Demostrant la seva millora sobre gespa, Nadal va guanyar el seu primer torneig sobre aquesta superfície a Queen's. Això va allargar la seva ratxa de victòries consecutives a 23 i es va plantar en la final de Wimbledon per tercera ocasió consecutiva, novament contra Federer. Aquest venia d'imposar-se a Halle i va arribar a la final de Wimbledon sense cedir cap set. A diferència d'anys anteriors, on Federer era inaccessible per la resta de competidors, alguns analistes creien que Nadal el podia vèncer en la final. Després de disputar la final més llarga en temps a la pista, Nadal es va imposar en cinc sets i 9-7 en el darrer. El públic va lloar aquest enfrontament com una de les més grans finals de Wimbledon, i alguns crítics van indicar que era el partit de tennis més gran de la història.
 Amb el seu primer títol a Wimbledon, Nadal va esdevenir el tercer home en guanyar els Grand Slams de Roland Garros i Wimbledon el mateix any després de Rod Laver (1969) i Borg (1978-80). També va coincidir amb el trencament de la ratxa de 65 victòries consecutives de Federer sobre gespa. Posteriorment va guanyar el seu segon Masters del Canadà a Toronto però va perdre a Cincinnati a semifinals. Així va tancar una ratxa de 42 victòries consecutives, el registre més llarg de la seva carrera. Federer no va superar anímicament la derrota rebuda a Wimbledon i va caure en les primeres rondes d'ambdós Masters. Aquests resultats negatius van permetre a Nadal escalar per primera vegada al número 1 del rànquing mundial, després de quatre anys i mig dominat per Federer. Als Jocs Olímpics de Pequín, Nadal va superar a Đokovića semifinals i a Fernando González en la final per obtenir la seva primera medalla d'or olímpica. Malgrat ser per primera vegada el principal cap de sèrie d'un Gran Slam, va caure a semifinals davant Andy Murray. Seguidament ajudar a Espanya a superar els Estats Units en les semifinals de la Copa Davis. Al Masters de Madrid fou derrotat per Gilles Simon a semifinals. Amb aquests resultats es va assegurar finalitzar la temporada com a número 1 del rànquing mundial, primer tennista espanyol en aconseguir-ho.
 Pels mèrits aconseguits durant la seva carrera, fou guardonat amb el Premi Príncep d'Astúries dels Esports. Seguidament va disputar el Masters de París però es va retirar a quarts de final a causa d'una lesió de genoll i va renunciar a participar en la Copa Masters de Xangai per recuperar-se de la lesió. Tampoc va poder disputar la final de la Copa Davis a l'Argentina però Espanya es va imposar igualment sense la seva participació.
2009

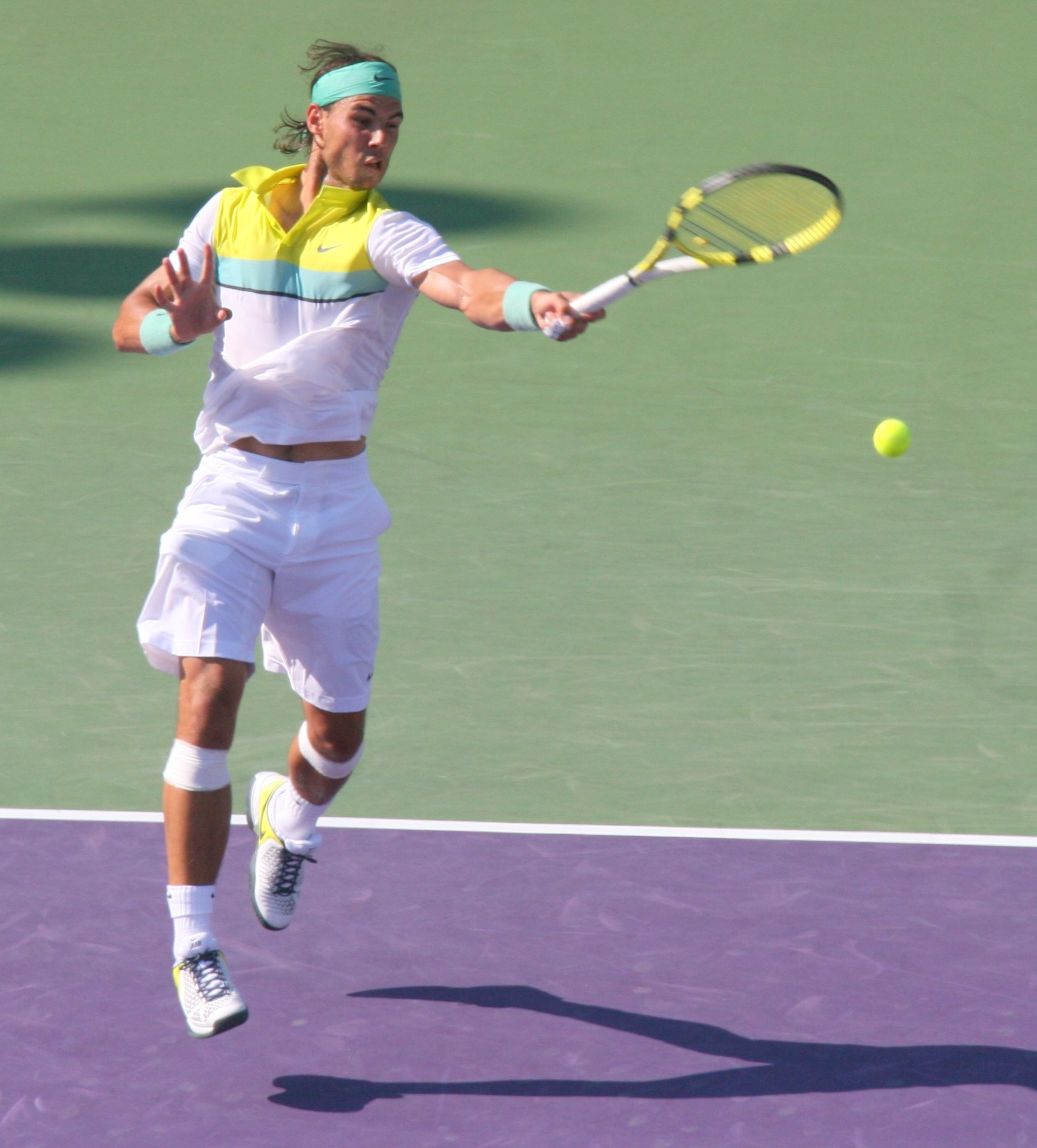
Nadal al Masters de Miami (2009).

El primer torneig que va disputar fou a Doha, on va ser eliminat a quarts de final per Gaël Monfils, però també va participar en dobles juntament amb el seu amic Marc López i es van imposar en la final superant a la parella número 1 del rànquing, Daniel Nestor i Nenad Zimonjić. En l'Open d'Austràlia va guanyar els primers cinc sets sense perdre cap set. A semifinals va superar el seu compatriota Fernando Verdasco en el partit més llarg de la història del torneig, 5 hores i 14 minuts. En la final va coincidir amb Roger Federer, la primera final de Grand Slam que disputaven sobre pista dura en el seu dinovè enfrontament. Nadal es va imposar en el seu primer títol de Grand Slam sobre pista dura, esdevenint el primer espanyol a guanyar aquest torneig i també un dels quatre tennistes en guanyar un Grand Slam en les tres superfícies diferents després de Jimmy Connors, Mats Wilander i Andre Agassi. Després va participar en el torneig de Rotterdam on fou finalista a causa de perdre davant Murray i partir diversos problemes en el genoll dret. A causa d'aquests problemes va renunciar participar en el torneig de Dubai però va jugar per Espanya en la Copa Davis en la primera ronda. Va guanyar el Masters d'Indian Wells vencent a Murray en la final, però va perdre a quarts de final contra Juan Martín del Potro al Masters de Miami. Prèviament a la disputa del Masters de Montecarlo, fou guardonat amb el trofeu ATP World Tour 2008 per haver acabat la temporada anterior com a número 1 del rànquing individual. Es va imposar per cinquena vegada consecutiva superant a Đoković en la final, el primer tennista masculí en guanyar un mateix Masters en cinc ocasions consecutives. També va guanyar el seu cinquè títol consecutiu al Comte de Godó derrotant David Ferrer. Al Masters de Roma també va superar a Đoković en final guanyant aquest títol per quarta ocasió. Això no obstant, només fou finalista al Masters de Madrid on va caure contra Roger Federer, que feia més d'un any que no el vencia. Amb els punts aconseguits ja es va classificar per la Copa Masters, tot just al mes de maig.
Durant el transcurs del Roland Garros, Nadal va establir el rècord de 31 victòries consecutives en aquest Grand Slam superant les 28 de Björn Borg (1978-81), i també una marca de 32 sets consecutius però no va superar els 41 de Borg. Malauradament no va arribar a la final després de caure a quarta ronda davant Robin Söderling en la seva primera derrota a Roland Garros. Seguidament va cancel·lar la seva participació en el torneig de Queen's i es va confirmar que Nadal patia una greu tendinitis en ambdós genolls. També va renunciar participar en Wimbledon on defensava el títol, i Federer, que es va endur el títol i també el Roland Garros, va tornar a recuperar la posició més alta del rànquing després de 46 setmanes. Va tornar al circuit per disputar el Masters de Mont-real, però després de perdre a quarts de final contra Del Potro, Andy Murray el va substituir en la segona posició del rànquing mundial, el primer cop que no ocupava una de les primeres places del rànquing ATP des del 25 de juliol 2005. En el US Open va arribar a semifinals on fou derrotat novament per Del Potro, que en fou el campió. Malgrat la derrota, Nadal va recuperar el segon lloc del rànquing. En la gira asiàtica, Nadal fou semifinalista a Pequín i finalista al Masters de Xangai, superat per Marin Cilic i Nikolai Davidenko respectivament. En el Masters de París fou derrotat per Đoković a semifinals. Malgrat que en la Copa Masters podia recuperar el número 1 del rànquing, la seva participació en el torneig fou desastrosa perdent els tres partits de la fase prèvia sense guanyar cap set contra Söderling, Davidenko i Đoković. Finalment va disputar la seva segona final de Copa Davis contra la Repúclica Txeca vencent els seus dos partits individuals contra Tomáš Berdych i Jan Hájek. Amb aquestes victòries va establir una marca de 14 individuals consecutives a la Copa Davis. Va acabar la temporada en la segona posició per quarta ocasió en cinc anys.

### Golden Slam (2010−2012)
2010

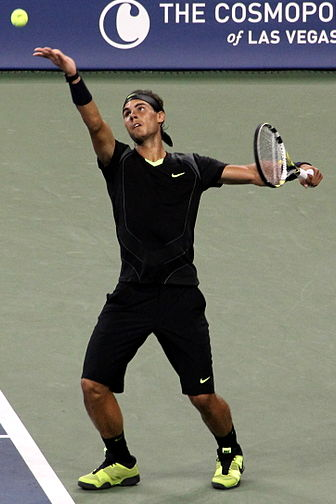
Nadal durant el US Open (2010).

Després de jugar un torneig d'exhibició a Abu Dhabi, va començar la temporada oficial a Doha però va perdre en la final davant Davidenko. A l'Open d'Austràlia va arribar a quarta ronda, on es va retirar quan jugava contra Andy Murray a causa d'una lesió als genolls, i va haver de descansar durant un mes. En el primer Masters de la temporada, Indian Wells, no va defensar amb èxit el títol aconseguit el 2009, ja que Ivan Ljubičić el va superar a semifinals. Tanmateix, juntament amb Marc López i com a parella invitada, es van endur el títol de dobles. A Miami també va arribar a semifinals en ser derrotat per Andy Roddick. El primer títol de l'any el va aconseguir a Montecarlo, on es va imposar molt fàcilment a Fernando Verdasco per 6-0 i 6-1 aconseguint el seu sisè títol consecutiu, primer tennista que ho aconseguia en l'Era Open. En el transcurs del torneig només va perdre 14 jocs en els cinc partits que va disputar, i també fou la final de Masters 1000 més curta de la història en nombre de jocs. Aquest any va renunciar participar en el Comte de Godó per primera vegada i on era actual campió de les darreres cinc ocasions. A Roma va superar a David Ferrer en la final, aconseguint el seu cinquè títol d'aquest torneig i igualant la marca de 17 títols de categoria Masters que tenia Andre Agassi. A Madrid també va arribar a la final i es va proclamar campió en superar a Roger Federer. A banda de superar la marca d'Agassi, també va esdevenir el primer tennista a guanyar els tres torneigs Masters 1000 sobre terra batuda (Montecarlo, Roma, Madrid) en una mateixa temporada, i també el primer a guanyar tres Masters 1000 consecutius. De nou al número 2 del rànquing individual, va encarar el Roland Garros amb la intenció de retallar la diferència de punts amb Federer. Nadal va derrotar a Soderling en la final guanyant el seu cinquè Roland Garros en sis anys i el setè títol de Grand Slam, igualant els registres de John McEnroe, John Newcombe i Mats Wilander. No va perdre cap set en tot el torneig i també va esdevenir el primer tennista a guanyar els tres Masters 1000 sobre terra batuda i el Roland Garros, anomenat pels mitjans de comunicació "Clay Slam". Amb la derrota prematura de Federer a quarts de final, Nadal va retornar al lloc més alt del rànquing mundial i va impedir que aquest superés el rècord de més setmanes com a número 1.
Per preparar el torneig de Wimbledon, Nadal va disputar el torneig Queen's, però va caure a quarts de final contra Feliciano López. A Wimbledon va tenir molts problemes per avançar disputant diversos partits a cinc sets. A més, fou sancionat amb una multa de 2000$ per rebre consells del seu entrenador durant el transcurs d'un partit. Després de superar l'ídol local Andy Murray a semifinals, Nadal va derrotar a Tomáš Berdych en la seva quarta final guanyant el segon títol de Wimbledon. A Canadà va arribar a semifinals on fou vençut per Andy Murray, l'únic tennista que el va guanyar en dues ocasions durant la temporada 2010. En dobles, Nadal va fer parella amb Novak Đoković, la primera ocasió on els números 1 i 2 del rànquing individual feien parella des del 1976 amb Jimmy Connors i Arthur Ashe. Tanmateix, l'expectativa d'èxit no es va complir i van perdre a primera ronda. A Cincinnati va caure a quarts de final contra Markos Bagdatís. Al US Open es va plantar a la final per primera vegada i sense perdre cap set, el segon tennista més jove en disputar les finals dels quatre Grand Slams darrere Jim Courier. En la final va superar a Novak Đoković en quatre sets i va completar el Gran Slam durant la carrera, que unit a la medalla d'or guanyada als Jocs Olímpics de Pequín de 2008, va igualar a Andre Agassi per completar el "Golden Slam". Paral·lelament, també va esdevenir en el primer tennista a guanyar els Grand Slams sobre terra batuda, pista dura i gespa en un mateix any, ja que quan Rod Laver va completar el Grand Slam pur, l'Open d'Austràlia i l'Open dels Estats Units encara es disputaven sobre gespa. També fou el primer tennista esquerrà en guanyar el US Open des de John McEnroe el 1984, i amb els punts aconseguits, es va assegurar el número 1 a final de temporada. En la gira asiàtica va perdre a semifinals de Bangkok contra Guillermo García López, però es va endur el setè títol de l'any a Tòquio derrotant Gaël Monfils en la final. Al Masters de Xangai va caure a tercera ronda contra Jürgen Melzer i va renunciar a participar en el Masters de París a causa d'uns problemes a l'espatlla. El darrer torneig de la temporada que va disputar fou la Copa Masters, on va guanyar els tres partits de la fase prèvia contra Roddick, Đoković i Berdych. Va derrotar a Murray a semifinals avançant per primera ocasió a la final d'aquest torneig, on va coincidir amb Federer en tot just el segon enfrontament de la temporada, però va perdre en tres sets. Va finalitzar la temporada amb set títols, dels quals destaquen els tres Grand Slam i tres Masters 1000, i també va recuperar el número 1 del rànquing individual.
2011

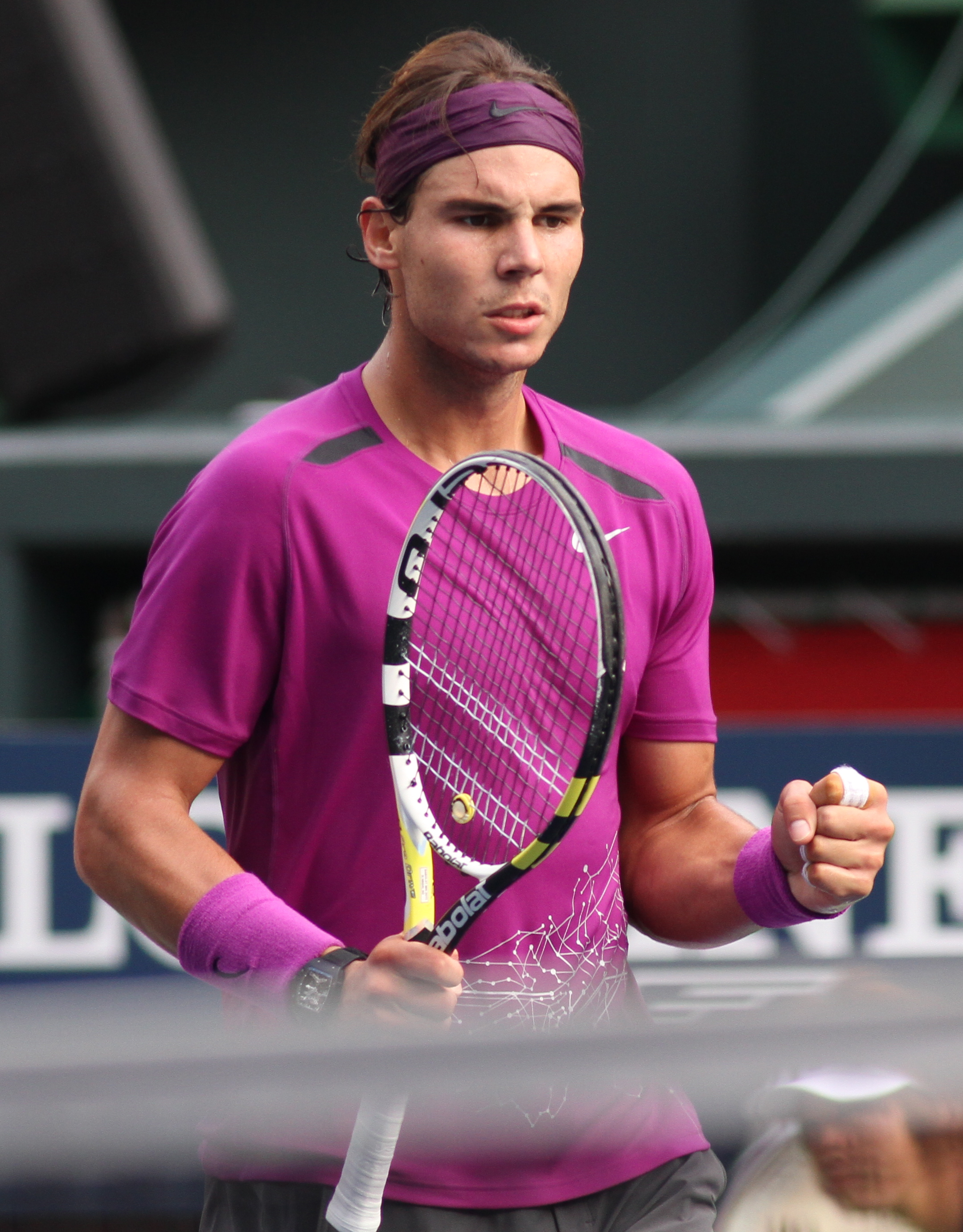
Nadal al torneig de Tòquio (2011).

La temporada 2011 va començar participant en el torneig d'exhibició Mubadala World Tennis Championship d'Abu Dhabi, on va disputar la seva tercera final i va superar a Roger Federer. En el torneig de Doha va arribar a semifinals on va caure davant Nikolai Davidenko però junt amb Marc López es van endur el torneig de dobles. En el primer Grand Slam, Open d'Austràlia, va arribar a quarts de final en ser derrotat per David Ferrer evidenciant problemes per una tendinitis. En una cerimònia celebrada a Abu Dhabi, fou guardonat amb el premi Award for Sportsman of the Year concedit pels Premis Laureus World Sports al millor esportista de l'any. Al març va disputar la primera ronda de la Copa Davis amb l'equip espanyol contra Bèlgica i va guanyar els dos partits individuals que va disputar facilitant la victòria del seu país. En el primer Masters de l'any a Indian Wells, es va plantar a la final no sense dificultats, però fou superat per Novak Đoković. Al Masters de Miami es va repetir la mateixa situació després de superar a Federer a semifinals. Nadal també va guanyar el primer set però Đoković es va imposar en la final. Malgrat ser la primera vegada que disputava ambdues finals en un mateix any, no va poder guanyar cap dels dos títols. Sobre terra batuda, el seu nivell va seguir intacte després de guanyar a Montecarlo només perdent un sol set. En la final va superar a David Ferrer i es va coronar amb el setè títol consecutiu a Montecarlo, el primer tennista a aconseguir-ho en l'Era Open. Una setmana després es va imposar al Comte de Godó novament contra Ferrer, guanyant aquest títol per sisena vegada. Al Masters de Madrid va arribar a la final superant a Federer a semifinals, però novament va perdre contra Đoković i en dos sets. Al Masters de Roma es va repetir la mateixa situació, Đoković el va derrotar en la final en dos sets. Tanmateix, Nadal va retenir el número 1 després de coronar-se per sisena ocasió en el Roland Garros, vencent a Federer en la final.
En el Grand Slam de Wimbledon també va arribar en la final després de guanyar a Andy Murray a semifinals. Novament va coincidir amb Đoković en la final, i com totes finals que havien disputat durant l'any 2011, el tennista serbi es va imposar, en aquesta ocasió en quatre sets. Fou la primera final de Grand Slam que Nadal perdia contra un tennista diferent de Federer. Paral·lelament, Đoković va escalar fins al capdamunt del rànquing individual per primera vegada en la seva carrera, trencant el domini que havien establert Federer i Nadal en el número 1 des de l'any 2004. Després d'unes setmanes de descans, va retornar al circuit disputant el Masters de Masters del Canadà, però va perdre en el primer partit contra Ivan Dodig, i en el Masters de Cincinnati va perdre a quarts de final contra Mardy Fish. En el US Open va arribar també en la final i novament es va enfrontar a Đoković. Per sisena final consecutiva entre ells, el serbi es va imposar novament en quartre sets. D'aquesta manera, Đoković guanyava el tercer Grand Slam de l'any, dos derrotant Nadal en la final, mentre el manacorí s'emportava el Grand Slam restant. Com a anècdota, en la roda de premsa posterior a la victòria en tercera ronda contra Nalbandian, Nadal va patir diverses rampes que li van impedir contestar les preguntes amb normalitat i va necessitar l'assistència d'un fisioterapeuta. En la gira asiàtica, Nadal fou finalista a Tòquio en ser superat per Andy Murray. En el Masters de Xangai va caure a tercera ronda contra Florian Mayer. Finalment, en l'Copa Masters, Federer el va derrotar molt fàcilment en el primer partit, en menys d'una hora i en un dels partits més curts entre ells dos, i llavors també va perdre el segon contra Jo-Wilfried Tsonga, de manera que va quedar eliminat en la fase prèvia. Va tancar la temporada participant la final de la Copa Davis, on va guanyar els dos partits individuals que va disputar contra Juan Mónaco i Juan Martín del Potro, i Espanya es va endur el títol.
2012
El primer torneig que va disputar l'any 2012 fou a Doha on arribà fins a semifinals, derrotat per Monfils. En l'Open d'Austràlia va avançar fàcilment fins a la final, superant a Federer en semifinals i classificant-se per les quatre finals de Grand Slam consecutivament. Fou superat per Đoković en cinc sets esdevenint la final de Grand Slam més llarga de la història amb 5 hores i 53 minuts. A Indian Wells va caure enfront Federer a semifinals mentre que a Miami també es va classificar per semifinals però va renunciar a jugar a causa d'uns dolors al genoll. A Indian Wells es va endur el títol de dobles juntament amb el seu amic Marc López mentre que a Miami no va passar de segona ronda amb Marcel Granollers com a parella.

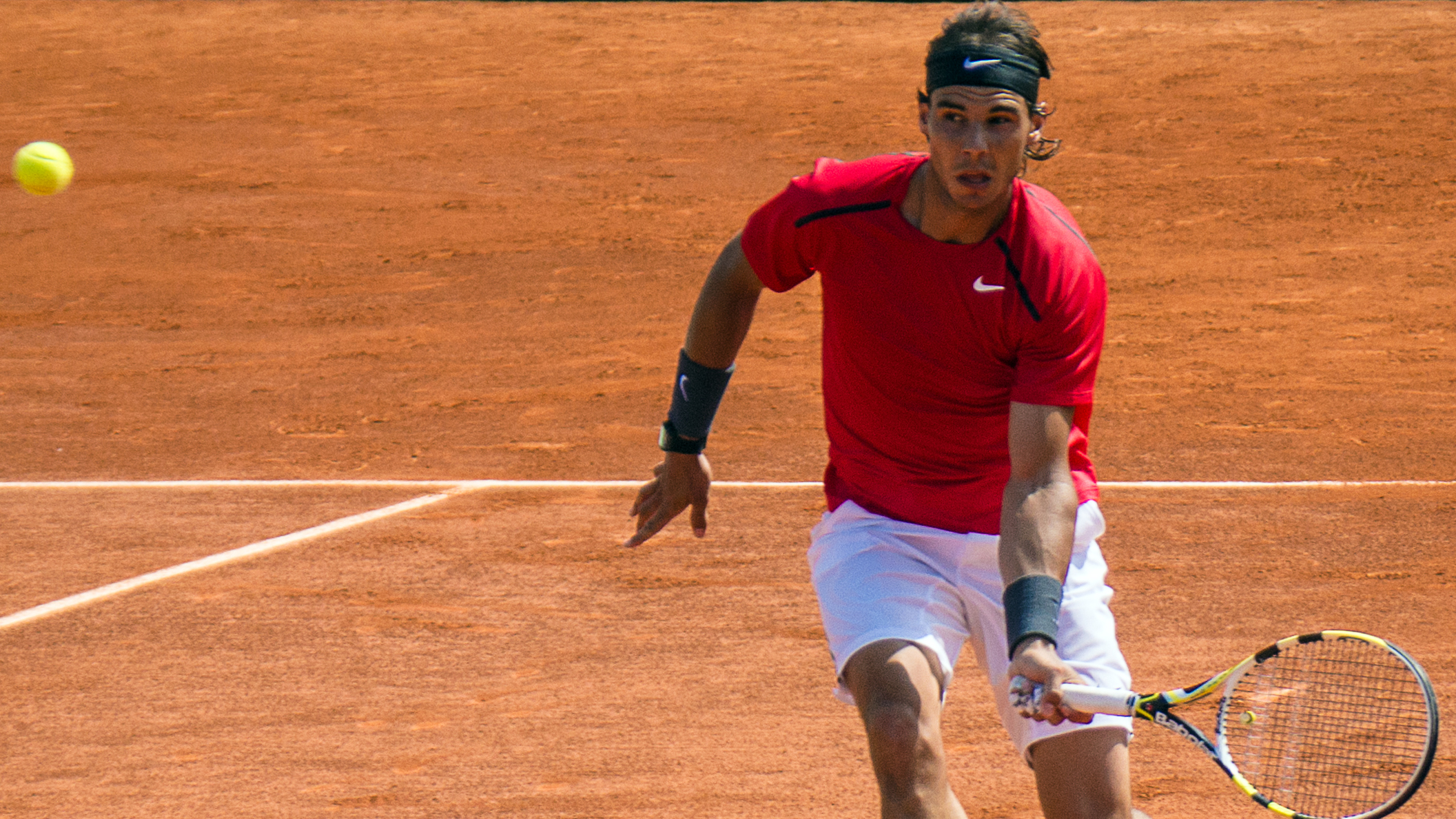
Nadal a Roland Garros (2012).

Sobre terra batuda, els resultats foren excel·lents. En primer lloc, es va imposar per vuitena ocasió consecutiva en el Montecarlo superant fàcilment a Đoković en la final i establint un nou rècord en el circuit ATP amb més títols en un torneig. Paral·lelament, també va trencar la ratxa negativa que portava disputant finals contra Đoković, que l'havia superat en les darreres set finals que havien coincidit. La ratxa de victòries sobre terra batuda es va ampliar amb la victòria al Comte de Godó derrotant Ferrer en la final, suposant el setè títol en vuit anys a Barcelona. A Madrid, on s'estrenava un nou tipus de superfície de terra batuda blava, Nadal no es va adaptar prou bé a la superfície i va caure a tercera ronda contra Verdasco. Després de la derrota, Nadal va indicar que no se sentia a gust sobre aquesta superfície i va amenaçar que no tornaria a participar en aquest torneig si no tornava a disputar-se sobre terra batuda vermella, declaracions que també van avalar altres tennistes com Đoković. A Roma es va plantar en una nova final contra Đoković i el va tornar a superar aconseguint el tercer títol de l'any i sisè a Roma. En el Roland Garros va aconseguir arribar a la final cedint únicament 35 jocs en sis partits. Novament va coincidir amb Đoković establint la primera vegada en la història del tennis on dos jugadors s'enfrontaven en les quatre finals de Grand Slam consecutivament. La final es va suspendre durant el quart set a causa de la pluja i Nadal es va imposar finalment per setena vegada en la seva carrera, superant la marca que posseïa Borg amb sis títols a Roland Garros. Durant la temporada sobre terra batuda, Nadal va guanyar quatre títols cedint només tres sets i una única derrota en cinc torneigs. En els torneigs sobre gespa, va jugar a Halle però va perdre a quarts de final davant Philipp Kohlschreiber, mentre que en dobles va perdre també a quarts de final amb Granollers. Llavors va jugar a Wimbledon però fou sorprès en segona ronda en cinc sets per Lukáš Rosol, número 100 del rànquing en aquell moment, la primera derrota de Nadal en segona ronda d'un Grand Slam des de 2005.
Fou escollit portabandera de l'equip olímpic espanyol per la cerimònia d'inauguració dels Jocs Olímpics de Londres, però va haver de renunciar a causa d'una lesió al genoll i no va poder defensar la medalla d'or aconseguida als Jocs Olímpics de Pequín. Els problemes no es van solucionar tal com estava previst i hagué de renunciar progressivament a diferents torneigs, entre ells el US Open. A causa de la seva absència, va caure al quart lloc del rànquing en favor de Murray. Finalment va decidir renunciar a la resta de torneigs que tenia previst disputar per recuperar-se definitivament de la lesió, fins i tot l'ATP World Tour Finals i la final de la Copa Davis. Va acabar l'any en quarta posició del rànquing malgrat perdre's gairebé la meitat de la temporada, la primera vegada en vuit anys que no acabava en primer o segon lloc del rànquing, guanyant quatre títols individuals i un de dobles, i un registre de 42 victòries i 6 derrotes en individuals.

### Retorn al número 1 i noves lesions (2013−2016)
2013

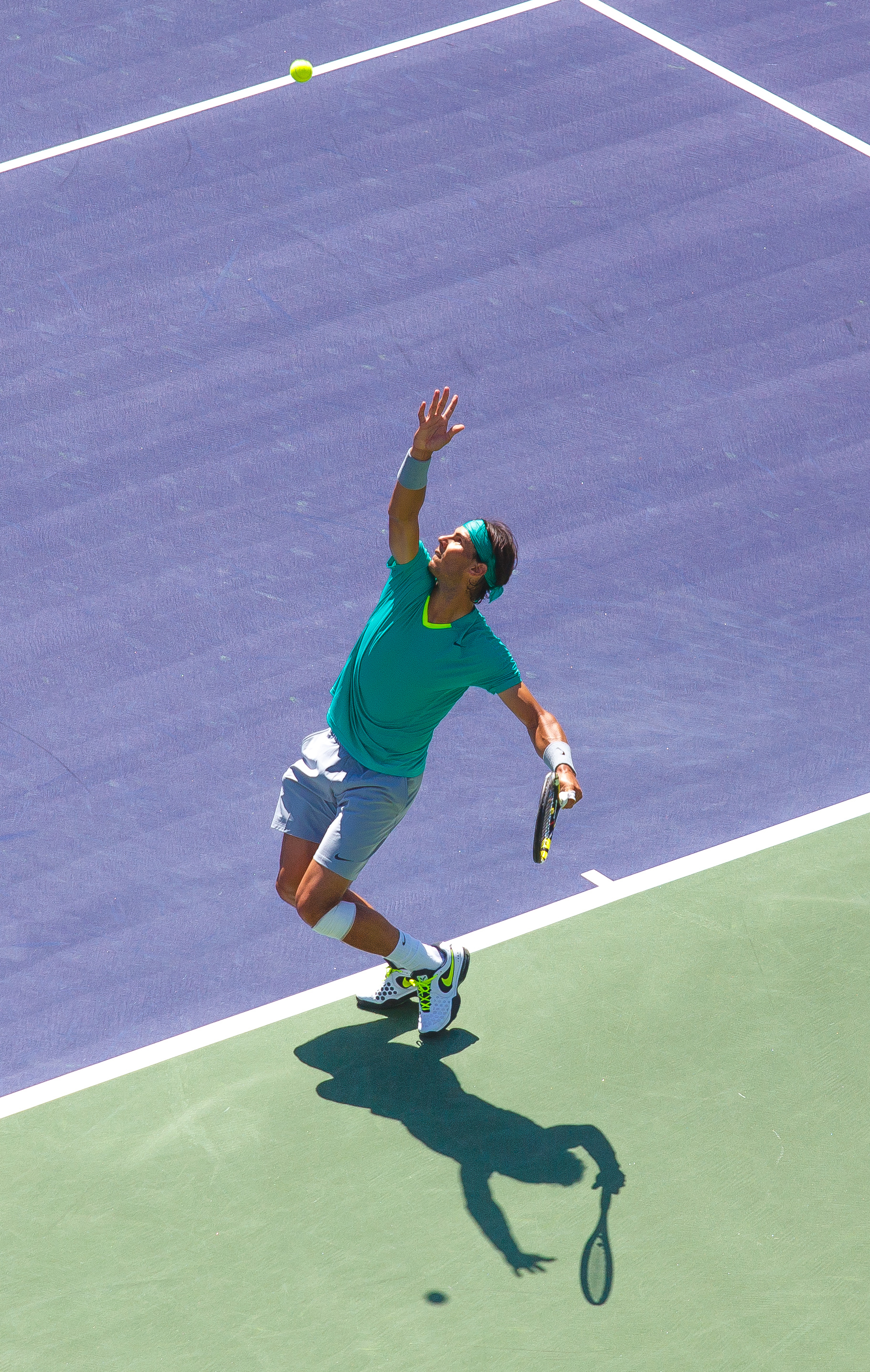
Nadal a Indian Wells (2013).

Inicialment tenia previst començar la temporada de bon principi, però poc abans de començar va renunciar a participar en tots els torneigs del gener a causa d'un virus estomacal, reprogramant el seu retorn al circuit per a després de l'Open d'Austràlia. Encara dins el Top 10 del rànquing però fora dels quatre millors des de 2005, la seva tornada a les pistes es va produir al torneig menor de Viña del Mar. Va avançar fins a la final sense cedir cap set però fou superat per l'argentí Horacio Zeballos, mentre que en dobles també va caure en la final amb Mónaco com a company. Va descansar la setmana següent i va disputar el torneig de São Paulo amb més problemes que l'anterior, però contràriament, es va endur el títol davant Nalbandian. Seguidament també va disputar el torneig d'Acapulco i va guanyar el segon títol consecutiu enfront Ferrer. Després de més de mig any lesionat, va disputar tres torneigs sobre terra batuda en un mes arribant a la final en tots tres i enduent-se dos títols. El primer partit sobre pista dura es va produir a Indian Wells, va superar a Federer pel camí i a la final va derrotar a Del Potro, tercer títol a Indian Wells i primer títol sobre pista dura des de 2010. Amb aquest títol va esdevenir el tennista amb més victòries en torneigs de categoria Masters. Després de renunciar a participar a Miami, va tornar per defensar el seu títol de Montecarlo. Va arribar a la final novament per novena ocasió consecutiva però Đoković el va vèncer. Seguidament es va refer guanyant el Comte de Godó davant Almagro (vuitè títol a Barcelona) i un nou Masters a Madrid superant a Wawrinka. Va seguir guanyant sobre terra batuda i va aconseguir un nou Masters (el número 24 de la seva carrera) a Roma davant Federer. El seu magnífic retorn va culminar amb un nou títol de Grand Slam amb el seu vuitè Roland Garros. A semifinals va disputar un dels grans partits de la història sobre terra batuda i a cinc sets davant Đoković, i en la final va vèncer a Ferrer. Aquest va significar el setè títol de la temporada en nou finals consecutives, i també un nou rècord de victòries en un únic torneig de Grand Slam.
Aquesta ratxa de resultats extraordinaris es va truncar amb una derrota a primera ronda de Wimbledon contra Steve Darcis (número 135 del rànquing). Aquesta fou la primera vegada que perdia a primera ronda d'un Grand Slam. Després d'un mes de descans, va tornar a l'agost i va imposar-se en la final de Mont-real derrotant Milos Raonic, i seguidament en la final de Cincinnati superant a John Isner, per un total de 26 títols Masters de la seva carrera. La ratxa va continuar amb el títol del US Open davant Đoković, aconseguint el seu 13è títol de Grand Slam. Al setembre va jugar la Copa Davis amb l'equip espanyol contra Ucraïna per no perdre la categoria del Grup Mundial, amb una victòria individual i una de dobles. Posteriorment va tornar al circuit però no va poder igualar els mateixos resultats de principi d'any. Va disputar el torneig de Pequín però Đoković el va derrotar en la final. Aquesta victòria li va permetre recuperar el número 1 del rànquing mundial que havia perdut el juliol de 2011. A Xangai no va poder arribar a la final, ja que fou superat per Del Potro, i a París fou vençut per Ferrer a semifinals. Per acabar la temporada va disputar l'ATP World Tour Finals amb la intenció d'assegurar la seva posició al capdamunt del rànquing. Va guanyar els tres partits de la fase prèvia davant Ferrer, Wawrinka i Berdych, va superar a Federer en la final, però fou derrotat novament per Đoković en la final. La temporada va posar fi a un total de deu títols individuals per catorze finals en disset torneigs disputats, amb un nombre de 75 victòries per només 7 derrotes. Destaquen els dos títols de Grand Slam i la recuperació del número 1 del rànquing individual. En dobles va disputar tres torneigs amb una única derrota en una final, ja que en els altres dos es va retirar. Totes aquestes victòries li van permetre aconseguir uns guanys superiors a dotze milions de dòlars.
2014

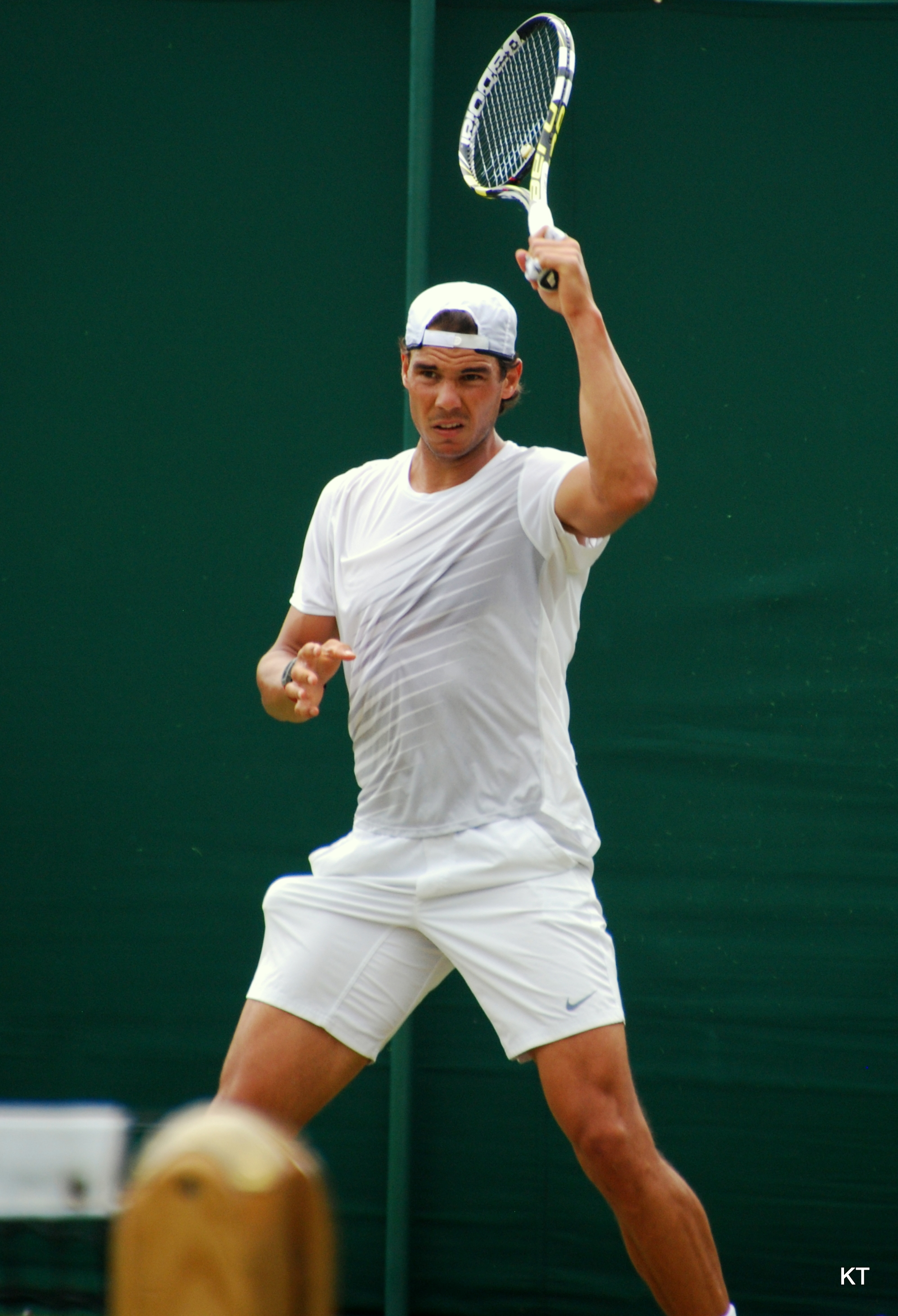
Nadal entrenant a Wimbledon (2014).

Va debutar la primera setmana a Doha i enduent-se el títol davant Gaël Monfils. Va encarar l'Open d'Austràlia amb total confiança i es va plantar en la final després de derrotar a Roger Federer en semifinals, fet que li suposava la dinovena final de Grand Slam de la seva carrera, empatant amb Ivan Lendl i només darrere del mateix Federer amb 24. En la final va coincidir amb el també suís Stanislas Wawrinka, que disputava la seva primera final de Grand Slam i a qui havia guanyat en els dotze enfrontaments que havien disputat. En el segon set, Nadal va patir una lesió a l'esquena de la qual no es va poder recuperar, però igualment va decidir continuar fent gala de la seva lluita fins a perdre en quatre sets. Va tornar al circuit per l'edició inaugural de Rio de Janeiro, derrotant Aleksandr Dolhopòlov en la final. Va tornar a coincidir amb Dolhopòlov a Indian Wells, que es venjà en tercera ronda. Es va refer d'aquesta derrota prematura a Miami sent finalista perquè va caure davant Novak Đoković. El cicle de terra batuda va començar a Montecarlo amb una derrota en quarts de final enfront David Ferrer. També va perdre en quarts de final del Comte de Godó davant Almagro, primera derrota en aquest torneig des de 2003 enllaçant 44 victòries consecutives. Va imposar-se a Madrid superant a Kei Nishikori, però no va poder repetir-ho a Roma on el va superar Đoković en la final, en part, a causa del cansament acumulat en les rondes anteriors. Per primera vegada en deu anys, arribava al Roland Garros amb menys de dos títols europeus sobre terra batuda. Tanmateix, això no va suposar cap impediment per una nova gesta de Nadal en aquest torneig amb una actuació estel·lar. En quarts de final va derrotar a Ferrer, finalista l'edició anterior, va destrossar Murray en semifinals cedint només sis jocs, i en la final es va imposar a Đoković. Aquest fou el novè títol de Roland Garros de la seva carrera, cinquè consecutiu, i el primer tennista a guanyar un títol de Grand Slam durant deu anys consecutius. També fou el catorzè Grand Slam de la seva carrera, empatant amb Pete Sampras en la segona posició, a tres de Federer (17).
A Wimbledon només va poder superar les tres primeres rondes, ja que va caure en la quarta ronda davant la jove promesa Nick Kyrgios. Degut a una lesió al canell dret va estar fora del circuit durant tot l'estiu, absentant-se també US Open. Va retornar pel torneig de Pequín però fou superat per Martin Klizan en el segon partit. Just abans d'iniciar el Masters de Xangai va patir un atac d'apendicitis, pel qual va rebre un tractament agressiu per a ajornar la cirurgia. Malauradament, els efectes dels medicaments eren molt evidents i fou superat per Feliciano López en el primer partit. A Basilea també fou derrotat aviat en quarts de final per Borna Ćorić. Després de la derrota va anunciar que posava punt final a la temporada perquè no estava en condicions per competir, i així passar per la sala d'operacions per tal de tractar l'apendicitis. Això va implicar renunciar a participar en l'ATP World Tour Finals malgrat ja estar classificat. Va acabar la temporada amb 48 victòries i 11 derrotes, i en la tercera posició del rànquing.
2015

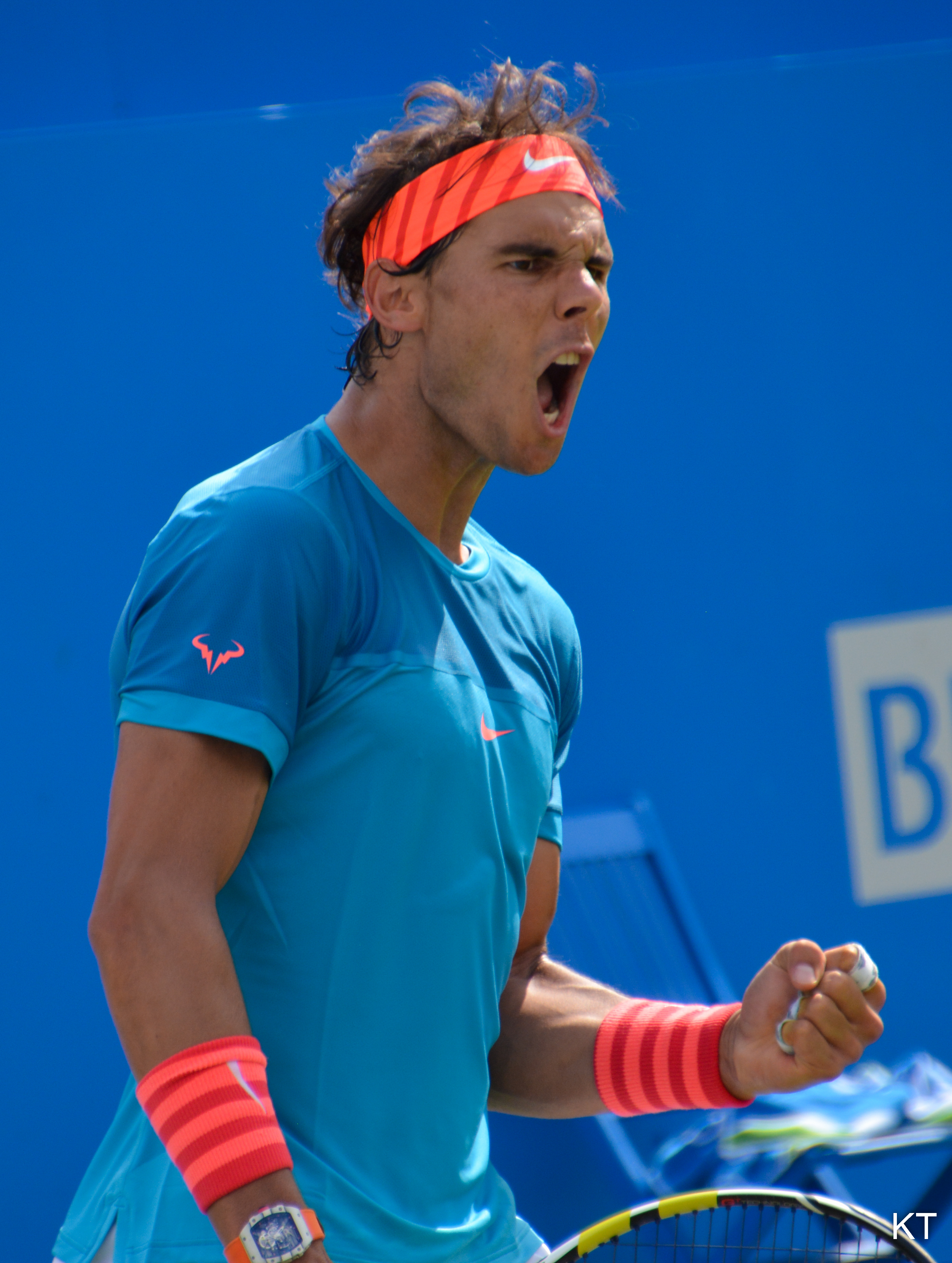
Nadal a Londres (2015).

Va començar la temporada intentant defensar el títol de Doha però fou sorprès en primera ronda per Michael Berrer.Tanmateix també disputà el torneig en dobles per agafar ritme i aconseguí el títol amb Juan Mónaco com a parella. En l'Open d'Austràlia va avançar fins als quarts de final però evidenciant problemes físics i fou derrotat per Tomáš Berdych. Aconseguí millors resultats en la gira sud-americana sobre terra batuda, primer sent semifinalista a Rio de Janeiro en caure davant Fabio Fognini i llavors imposant-se en la final de Buenos Aires enfront Mónaco. En els Indian Wells i Miami fou vençut força aviat en quarts de final i tercera ronda en mans de Milos Raonic i Fernando Verdasco respectivament. Els problemes van continuar en la gira europea de terra batuda. A Montecarlo va caure en semifinals davant Novak Đoković i en quart de final del Comte de Godó novament davant Fognini. A Madrid es classificà per la final per tercer any consecutiu però en aquesta ocasió no aconseguí superar a Andy Murray. Degut a aquests resultats va caure del Top 5 per primera vegada des del 2005. A més, també va caure en quarts de final de Roma davant Stan Wawrinka. Degut al seu rànquing, s'enfrontà al número 1, Novak Đoković, tot just en quarts de final del Roland Garros, que el superà i trencà una ratxa de 39 victòries seguides en aquest torneig des de la derrota davant Robin Söderling en l'edició de 2009. De fet era la segona derrota que patia Nadal en aquest torneig des de la seva primera participació (un total de 72 partits disputats).
La setmana següent va disputar el torneig de Stuttgart, que per primera vegada es disputava sobre gespa. Nadal es va imposar en la final a Viktor Troicki guanyant el primer títol sobre gespa des de Wimbledon del 2010. Malgrat aquest bon inici de la gira sobre gespa, va caure en primera ronda de Queen's Club davant Aleksandr Dolgopòlov, i en segona ronda de Wimbledon enfront Dustin Brown, la primera vegada que un tennista provinent de la fase prèvia guanyava a Nadal en un Grand Slam. A continuació va participar en el torneig d'Hamburg, que no disputava des del 2008, i es va imposar en la final a Fognini, títol que li va permetre mantenir l'estadística de guanyar com a mínim un títol europeu sobre terra batuda des de 2004. A l'estiu va disputar els Masters de Canadà i Cincinnati amb mals resultats, ja que va perdre en quarts de final i tercera ronda davant Kei Nishikori i Feliciano López respectivament. En el US Open tampoc va tenir gaire sort perdent en tercera ronda novament enfront Fognini. També va trencar dos ratxes positives, ja que per primera vegada perdia un partit en el qual havia guanyat els dos primers sets després de 151 partits de Grand Slam, i també va acabar la ratxa de deu anys consecutius guanyant almenys un títol de Grand Slam, a un any de Ivan Lendl i Pete Sampras. Al setembre va tornar a disputar una ronda de Copa Davis amb l'equip espanyol, en aquesta ocasió el play-off de descens del Grup I del sector africà/europeu contra Dinamarca, i Nadal va guanyar el partit individual i de dobles. A continuació va començar la gira asiàtica a Pequín, on va poder derrotar la seva nèmesi de l'any, l'italià Fognini, però va caure en la final contra Đoković. A Xangai va arribar a semifinals on fou superat per Jo-Wilfried Tsonga, però suficient per classificar-se per l'ATP World Tour Finals. A Basilea es va classificar per primera vegada per la final, però fou derrotat pel tennista local Roger Federer. A París es va classificar pels quarts de final caient davant Wawrinka. Va començar l'ATP World Tour Finals de manera perfecta guanyant els tres primers partits davant Wawrinka, Murray i David Ferrer. Malauradament es va enfrontar a Đoković en semifinals i va perdre clarament. Va completar la temporada amb un total de 61 victòries per 20 derrotes, que li van permetre guanyar tres títols en sis finals però de categoria inferior, i acabar en el cinquè lloc del rànquing individual. També va guanyar un títol en categoria de dobles.
2016
Va començar la temporada 2016 a Doha arribant a la final però derrotat per Đoković. Aquest fou el 47 enfrontament entre ambdós tennistes, i per primer cop el serbi el va superar en el nombre de victòries directes. En l'Open d'Austràlia va ser sorprès per Verdasco en primera ronda, tot just la segona vegada que li succeïa en un Grand Slam. A continuació va disputar els primers torneigs sobre terra batuda a Amèrica del Sud però amb dues derrotes a semifinals, primer a Buenos Aires superat per Dominic Thiem, i després Rio de Janeiro en mans de Pablo Cuevas. A Indian Wells va avançar fins a les semifinals en ser derrotat pel número 1, Đoković. Per contra Miami va caure tot just en el primer partit davant Damir Džumhur en retirar-se per uns mareigs a causa de la intensa calor. A l'inici dels torneigs de terra batuda europeus va tornar a demostrar el seu domini en aquesta superfície, primer a Montecarlo es va imposar en la final a Monfils, i llavors a Barcelona on va vèncer a Nishikori. Per sorpresa, aquesta ratxa ja no va tenir més continuïtat, ja que a Madrid va caure en semifinals davant Murray i a Roma en quarts de final, novament en contra de Đoković. Finalment, al Roland Garros va renunciar en tercera ronda a causa d'una lesió al canell. La recuperació li va comportar forces setmanes de descans i es perdre el Wimbledon. Abans de retornar al circuit va poder recuperar-se a temps de participar en els Jocs Olímpics de Rio de Janeiro a principis d'agost, amb la intenció de disputar en les tres proves a les quals podia accedir. En categoria individual va avançar amb facilitats fins a les semifinals, on fou superat per Del Potro. Llavors va disputar la final de consolació però no es va poder imposar a Nishikori, de forma que no va aconseguir la medalla de bronze. En dobles masculins va formar parella amb Marc López i es van plantar a la final, en la qual van derrotar la parella romanesa Horia Tecău i Florin Mergea, fet que li va permetre guanyar la seva segona medalla d'or olímpica. També havia de disputar l'esdeveniment de dobles mixts junt a Garbiñe Muguruza, però va preferir renunciar-hi a causa de l'acumulació de partits, ja que no comptava en avançar tantes rondes en les altres proves. Sense descans va enllaçar amb el Cincinnati on només va arribar a tercera ronda cedint enfront Ćorić. En el US Open no va tenir millor sort, ja que va caure en quarta ronda davant Lucas Pouille, el primer cop des del 2004 que perdia abans dels quarts de final en un Grand Slam. Llavors es va prendre un mes de descans i va tornar al circuit per disputar el torneig de Pequín. Allà fou derrotat per Grígor Dimitrov en quarts de final, però es va endur el títol en dobles junt a Pablo Carreño Busta. Els dolors que patia al canell no cedien, i després de caure tot just en segona ronda de Xangai davant Viktor Troicki, va decidir posar fi a la temporada renunciant a la resta de torneigs que restaven. Un total de dos títols individuals en tres finals sumats als dos en dobles (un dels quals medalla olímpica) van ser el botí de la temporada llastrada per problemes físics al canell, acabant la temporada en el novè lloc del rànquing individual.

### Més Grand Slams i nou número 1 (2017−actualitat)
2017
Nadal va encetar la temporada a Brisbane, que disputava per primera vegada, arribant a quarts de final després de cedir enfront Raonic. En l'Open d'Austràlia va avançar fins a la final per enfrontar-se a Federer, final que no es produïa en un Grand Slam des de 2014. Aquesta fou la primera final de Grand Slam que Federer guanyava a Nadal des de 2007. Posteriorment va participar a Acapulco classificant-se per la final, però Sam Querrey el va derrotar. A continuació va disputar els torneigs d'Indian Wells i Miami sent superat per Federer en ambdós, en quarts de final i en la final respectivament. A Miami va aconseguir la seva victòria individual número mil de la seva carrera. Just abans de començar l'etapa de terra batuda, Nadal portava tres finals disputades sense títol. Aquesta ratxa es va trencar a Montecarlo amb una victòria sobre Albert Ramos Viñolas en al final. Va encadenar tres títols consecutius afegint el Comte de Godó i Madrid vencent a Thiem en ambdues finals. Tan a Montecarlo com a Barcelona, Nadal va aconseguir el seu desè títol, esdevenint el tennista que aconseguia més títols en un mateix torneig. Per contra, Thiem es va venjar en els quarts de final de Roma. Al Roland Garros va demostrar novament el seu domini en la terra batuda aconseguint també el títol per desena ocasió, i trencant una ratxa de tres anys sense títols de Grand Slam. Durant el torneig no va perdre cap set i només va cedir 35 jocs, la segona marca més baixa per darrere de Björn Borg amb 32 el 1978. Superant a Thiem en semifinals i Wawrinka en la final, Nadal va aconseguir el quinzè Grand Slam del seu palmarès, que li va permetre esdevenir el segon tennista amb més títols de Grand Slam per darrere de Federer. Per tal de descansar, va preferir renunciar a algun torneig de preparació sobre gespa i disputar només un parell de partits d'exhibició a The Hurlingham Club. A Wimbledon fou relegat al quart cap de sèrie malgrat ser segon al rànquing, i va arribar a quarta ronda en perdre enfront Gilles Müller en un partit llarguíssim amb 13-15 en el cinquè set. A l'estiu només va disputar els torneigs de Mont-real i Cincinnati amb mals resultats, ja que fou eliminat per Denis Shapovalov i Kyrgios en tercera ronda i quarts de final. Amb aquests resultats no eren gaire optimistes pel US Open però foren suficients per recuperar el número 1 individual per quarta ocasió en la seva trajectòria. Va refer-se amb un nou títol de Grand Slam després de superar a Kevin Anderson en la final. Aquest fou el 16è títol de Grand Slam del seu palmarès i entre Federer i ell es van repartir els Grand Slams de la temporada. Durant unes setmanes es va produir la casualitat que junt la tennista Garbiñe Muguruza, dos tennistes del mateix país eren número 1 individuals simultàniament, fet que no es produïa des de 2003 amb els Estats Units. Va tornar al circuit per disputar el torneig de Pequín, en el qual es va imposar a Kyrgios en la final i va obtenir el títol per segona vegada, l'anterior era de 2005. A Xangai també es va plantar a la final però Federer el va superar per cinquena vegada consecutiva, fet que no havia passat mai en la seva rivalitat. A París es va assegurar el número 1 fins a final d'any però malauradament es va haver de retirar en quarts de final per una lesió al genoll dret. Va participar en l'ATP World Tour Finals però només va disputar el primer partit amb derrota davant David Goffin perquè no s'havia recuperat totalment de la lesió al genoll. Nadal va acabar la temporada com a número 1 per quarta ocasió en la seva carrera i va esdevenir el tennista més veterà (31 anys) en ser número 1 a final de temporada des de la formació del rànquing l'any 1973. Fou el tennista amb més títols individuals de l'any amb sis, de deu finals disputades (tres de Grand Slam), i una marca de 67 victòries per només 11 derrotes.
2018
Després de disputar alguns partits d'exhibició, va participar directament a l'Open d'Austràlia. Va avançar diverses rondes fins als quarts de final davant Čilić, en el qual es va retirar en el cinquè set per dolors al maluc. La victòria de Federer li va permetre sobrepassar-lo al capdamunt del rànquing individual. Els dolors es van prolongar unes setmanes i va renunciar a diversos torneigs. Paradoxalment, va recuperar el número 1 sense disputar cap partit en dos mesos. Es va recuperar per disputar els quarts de final de la Copa Davis davant Alemanya i col·laborar amb dues victòries individuals. Va tornar al circuit per començar els torneigs sobre terra batuda amb una nova demostració en aquesta superfície, victòries a Montecarlo i Barcelona sobre Nishikori i Stéfanos Tsitsipàs respectivament, que van suposar els onzens títols en ambdós torneigs. A Madrid no va poder fer el mateix, ja que fou derrotat per Thiem en quarts de final, mentre que Roma es va imposar a Alexander Zverev en la final per guanyar el tercer títol de la temporada. Va aconseguir l'onzè títol de Roland Garros després de venjar-se de Thiem, esdevenint també el 17è Grand Slam del seu palmarès. Per tal de descansar va preferir no disputar cap torneig previ al Wimbledon a banda de disputar dos partits en el torneig d'exhibició Hurlingham Tennis Classic. A Wimbledon fou escollit segon cap de sèrie malgrat ser número 1 del rànquing. Va avançar fàcilment fins als quarts de final, on superà a Del Potro en cinc sets, però no va poder fer el mateix en semifinals enfront Đoković, la segona semifinal més llarga de la història del torneig. A l'estiu va tornar al circuit a Toronto, on es classificà per la final i derrotà Tsitsipàs per guanyar el cinquè títol de l'any. Va renunciar a Cincinnati per defensar el títol de l'US Open. Va superar les primeres rondes amb forces dificultats però es va haver de retirar en semifinals per una lesió al genoll. Va descansar diverses setmanes per recuperar-se a temps de disputar els darrers torneigs importants de la temporada però llavors va patir problemes abdominals que van provocar la renúncia a la resta de torneigs de l'any. Va aprofitar el descans per operar-se d'una lesió al turmell. Malauradament, la magnífica segona meitat de la temporada realitzada per Đoković va provocar que el succeís en el capdamunt del rànquing individual. Va acabar l'any amb cinc títols, un total de 45 victòries per només quatre derrotes.
2019
Havia d'iniciar la temporada 2019 a Brisbane però va preferir renunciar a causa d'una lesió, i directament a començar a l'Open d'Austràlia. Allà va avançar fins a la seva cinquena final en aquest torneig, la primera en la qual no cedia cap set pel camí, però novament el va derrotar Đoković. Posteriorment va disputar el torneig de Acapulco però va caure en segona ronda davant Kyrgios. Va participar a Indian Wells però es va retirar en semifinals per una lesió al maluc i va renunciar a Miami. Va començar els torneigs sobre terra batuda a Montecarlo arribant a semifinals sent derrotat per Fognini. Llavors va disputar el Comte de Godó però també fou derrotat en semifinals per Thiem, i a Madrid novament en semifinals enfront Tsitsipàs. El primer títol de la temporada va arribar a Roma venjant-se de Đoković en la final. Al Roland Garros es va reeditar la final de l'edició prèvia davant Thiem i va aconseguir defensar el títol per guanyar el torneig per dotzena ocasió. Aquest títol li va permetre superar la marca d'onze títols un mateix torneig de Grand Slam que tenia Margaret Court. A continuació va disputar el torneig de Wimbledon arribant a semifinals. Allà es va enfrontar a Federer, que no coincidien en aquest torneig des de la final de 2008, però no el va poder superar. Després d'unes setmanes de descans, va tornar a Toronto, on defensava títol, i el va reeditar superant a Daniil Medvedev en la final. Curiosament, era la primera vegada en la seva carrera que aconseguia defensar un títol que no fos sobre terra batuda. Va preferir no disputar el torneig de Cincinnati per descansar i trobar-se fresc pel US Open. Es va plantar a la final cedint un sol set pel camí i va superar a Medvedev en cinc sets. Aquest fou el quart US Open del seu palmarès i el 19è títol de Grand Slam, situant-se a un de Federer. A la tardor va descansar durant diverses setmanes a banda de participar testimonialment a la Laver Cup, i va tornar a París, on es va retirar en semifinals per lesió. En les ATP Finals va ser derrotat per Zverev però va superar a Medvedev i a Tsitsipàs en la fase inicial. Les dues victòries no van ser suficient per accedir a semifinals, però igualment es va assegurar el número 1 fins a final de temporada per cinquena vegada a la seva trajectòria i sent el tennista més veterà en aconseguir acabar l'any en la primera posició del rànquing. Per tancar la temporada va disputar la Copa Davis, la primera que es disputava en el nou format de fase final, i va conduir l'equip espanyol al sisè títol guanyant tots els seus vuit partits individuals i de dobles.

## Estil de joc
Nadal fonamenta el seu joc en la seva gran fortalesa física comparada amb altres jugadors del circuit, aprofita aquest fet per córrer darrere la pilota, amb especial facilitat per pegar grans cops quan arriba forçat a la pilota. El mallorquí se cenyeix al típic estil de jugador especialitzat en terra batuda, on la pilota va més lenta i hi ha més temps per arribar-hi, on no és tan important donar cops guanyadors. Dèbil al servei com ell mateix ha reconegut, li falta potència tant al mateix servei com a l'hora de pegar cops definitius. Tendeix a jugar boles extremadament liftades cosa que dificulta el control del cop al rival. El fet de ser esquerrà descentra els rivals a l'hora de restar, ja que la pilota es va obrint a mesura que avança quan es treu al costat dret, al contrari que quan es juga contra dretans (majoria al circuit).

### Transició
A partir de la temporada 2005, quan Nadal aconseguí tants èxits, sobretot a terra batuda, ell i el seu entrenador Toni Nadal decidiren començar una reconversió a l'estil de joc del jugador balear, conscients que Nadal estava madurant com a jugador i no sempre tendria la potència física de què gaudia al principi de la seva carrera. A part del servei, imprescindible si es vol aspirar a guanyar grans títols en altres superfícies, Nadal ha obert més l'empunyadura, fet que li fa guanyar més potència en detriment de la precisió, i ha experimentat un canvi en la manera com ataca la pilota llançant-s'hi més a damunt, fet que també ajuda a imprimir-li més velocitat.
Aquests canvis es van notar des de la fi de la temporada 2005 quan va començar a guanyar títols en pista dura i arribarien al seu punt àlgid amb la final del Torneig de Wimbledon després d'una trajectòria gairebé impecable durant tot el torneig, com el seu entrenador comentaria: "Nadal ha jugat a Londres el tennis més complet de la temporada".

## Palmarès

### Individual: 131 (92−39)
| Llegenda (pre/post 2009)                                  |
| --------------------------------------------------------- |
| Grand Slams (22−8)                                        |
| Jocs Olímpics Or (2)                                      |
| Tennis Masters Cup / ATP Finals (0−2)                     |
| ATP Masters Series / ATP World Tour Masters 1000 (36−17)  |
| ATP International Series Gold / ATP World Tour 500 (23−6) |
| ATP International Series / ATP World Tour 250 (9−6)       |

| Títols per superfície |
| --------------------- |
| Dura (25−27)          |
| Gespa (4−3)           |
| Terra batuda (63−9)   |

| Resultat  | Núm. | Data                   | Torneig                                    | Superfície   | Oponent               | Marcador                         |
| --------- | ---- | ---------------------- | ------------------------------------------ | ------------ | --------------------- | -------------------------------- |
| Finalista | 1.   | 18 de gener de 2004    | Auckland, Nova Zelanda                     | Dura         | Dominik Hrbatý        | 6−4, 2−6, 5−7                    |
| Guanyador | 1.   | 9 d'agost de 2004      | Sopot, Polònia                             | Terra batuda | José Acasuso          | 6−3, 6−4                         |
| Guanyador | 2.   | 14 de febrer de 2005   | Costa do Sauipe, Brasil                    | Terra batuda | Alberto Martín        | 6−0, 6−7(2), 6−1                 |
| Guanyador | 3.   | 21 de febrer de 2005   | Acapulco, Mèxic                            | Terra batuda | Albert Montañés       | 6−1, 6−0                         |
| Finalista | 2.   | 3 d'abril de 2005      | Miami, Estats Units                        | Dura         | Roger Federer         | 6−2, 7−6(4), 6−7(5), 3−6, 1−6    |
| Guanyador | 4.   | 17 d'abril de 2005     | Montecarlo, Mònaco                         | Terra batuda | Guillermo Coria       | 6−3, 6−1, 0−6, 7−5               |
| Guanyador | 5.   | 24 d'abril de 2005     | Barcelona, Catalunya                       | Terra batuda | Juan Carlos Ferrero   | 6−1, 7−6(4), 6−3                 |
| Guanyador | 6.   | 2 de maig 2005         | Roma, Itàlia                               | Terra batuda | Guillermo Coria       | 6−4, 3−6, 6−3, 4−6, 7−6(6)       |
| Guanyador | 7.   | 23 de maig de 2005     | Roland Garros, França                      | Terra batuda | Mariano Puerta        | 6−7(6), 6−3, 6−1, 7−5            |
| Guanyador | 8.   | 4 de juliol de 2005    | Bastad, Suècia                             | Terra batuda | Tomáš Berdych         | 2−6, 6−2, 6−4                    |
| Guanyador | 9.   | 18 de juliol de 2005   | Stuttgart, Alemanya                        | Terra batuda | Gastón Gaudio         | 6−3, 6−3, 6−4                    |
| Guanyador | 10.  | 8 d'agost de 2005      | Mont-real, Canadà                          | Dura         | Andre Agassi          | 6−3, 4−6, 6−2                    |
| Guanyador | 11.  | 12 de setembre de 2005 | Pequín, Xina                               | Dura         | Guillermo Coria       | 5−7, 6−1, 6−2                    |
| Guanyador | 12.  | 17 d'octubre de 2005   | Madrid, Espanya                            | Dura (i)     | Ivan Ljubičić         | 3−6, 2−6, 6−3, 6−4, 7−6(3)       |
| Guanyador | 13.  | 27 de febrer de 2006   | Dubai, Emirats Àrabs Units                 | Dura         | Roger Federer         | 2−6, 6−4, 6−4                    |
| Guanyador | 14.  | 17 d'abril de 2006     | Montecarlo (2)                             | Terra batuda | Roger Federer         | 6−2, 6−7(2), 6−3, 7−6(5)         |
| Guanyador | 15.  | 24 d'abril de 2006     | Barcelona (2)                              | Terra batuda | Tommy Robredo         | 6−4, 6−4, 6−0                    |
| Guanyador | 16.  | 8 de maig de 2006      | Roma (2)                                   | Terra batuda | Roger Federer         | 6−7(0), 7−6(5), 6−4, 2−6, 7−6(5) |
| Guanyador | 17.  | 28 de maig de 2006     | Roland Garros (2)                          | Terra batuda | Roger Federer         | 1−6, 6−1, 6−4, 7−6(4)            |
| Finalista | 3.   | 9 de juliol de 2006    | Wimbledon, Regne Unit                      | Gespa        | Roger Federer         | 0−6, 6−7(5), 7−6(2), 3−6         |
| Guanyador | 18.  | 18 de març de 2007     | Indian Wells, Estats Units                 | Dura         | Novak Đoković         | 6−2, 7−5                         |
| Guanyador | 19.  | 22 d'abril de 2007     | Montecarlo (3)                             | Terra batuda | Roger Federer         | 6−4, 6−4                         |
| Guanyador | 20.  | 29 d'abril de 2007     | Barcelona (3)                              | Terra batuda | Guillermo Cañas       | 6−3, 6−4                         |
| Guanyador | 21.  | 13 de maig de 2007     | Roma (3)                                   | Terra batuda | Fernando González     | 6−2, 6−2                         |
| Finalista | 4.   | 20 de maig de 2007     | Hamburg, Alemanya                          | Terra batuda | Roger Federer         | 6−2, 2−6, 0−6                    |
| Guanyador | 22.  | 27 de maig de 2007     | Roland Garros (3)                          | Terra batuda | Roger Federer         | 6−3, 4−6, 6−3, 6−4               |
| Finalista | 5.   | 8 de juliol de 2007    | Wimbledon (2)                              | Gespa        | Roger Federer         | 6−7(7), 6−4, 6−7(3), 6−2, 2−6    |
| Guanyador | 23.  | 29 d'abril de 2007     | Stuttgart (2)                              | Terra batuda | Stanislas Wawrinka    | 6−2, 7−5                         |
| Finalista | 6.   | 4 de novembre de 2007  | París, França                              | Dura (i)     | David Nalbandian      | 4−6, 0−6                         |
| Finalista | 7.   | 6 de gener de 2008     | Chennai, Índia                             | Dura         | Mikhaïl Iujni         | 0−6, 2−6                         |
| Finalista | 8.   | 4 d'abril de 2008      | Miami (2)                                  | Dura         | Nikolai Davidenko     | 4−6, 2−6                         |
| Guanyador | 24.  | 27 d'abril de 2008     | Montecarlo (4)                             | Terra batuda | Roger Federer         | 7−5, 7−5                         |
| Guanyador | 25.  | 4 de maig de 2008      | Barcelona (4)                              | Terra batuda | David Ferrer          | 6−1, 4−6, 6−1                    |
| Guanyador | 26.  | 18 de maig de 2008     | Hamburg, Alemanya                          | Terra batuda | Roger Federer         | 7−5, 6−7(3), 6−3                 |
| Guanyador | 27.  | 8 de juny de 2008      | Roland Garros (4)                          | Terra batuda | Roger Federer         | 6−1, 6−3, 6−0                    |
| Guanyador | 28.  | 15 de juny de 2008     | Queen's, Regne Unit                        | Gespa        | Novak Đoković         | 7−6(6), 7−5                      |
| Guanyador | 29.  | 6 de juliol de 2008    | Wimbledon, Regne Unit                      | Gespa        | Roger Federer         | 6−4, 6−4, 6−7(5), 6−7(8), 9−7    |
| Guanyador | 30.  | 27 de juliol de 2008   | Toronto (2)                                | Dura         | Nicolas Kiefer        | 6−3, 6−2                         |
| Guanyador | 31.  | 17 d'agost de 2008     | Jocs Olímpics, Pequín, Xina                | Dura         | Fernando González     | 6−3, 7−6(2), 6−3                 |
| Guanyador | 32.  | 1 de febrer de 2009    | Open d'Austràlia, Austràlia                | Dura         | Roger Federer         | 7−5, 3−6, 7−6(3), 3−6, 6−2       |
| Finalista | 9.   | 15 de febrer de 2009   | Rotterdam, Països Baixos                   | Dura (i)     | Andy Murray           | 3−6, 6−4, 0−6                    |
| Guanyador | 33.  | 22 de març de 2009     | Indian Wells (2)                           | Dura         | Andy Murray           | 6−1, 6−2                         |
| Guanyador | 34.  | 19 d'abril de 2009     | Montecarlo (5)                             | Terra batuda | Novak Đoković         | 6−3, 2−6, 6−1                    |
| Guanyador | 35.  | 26 d'abril de 2009     | Barcelona (5)                              | Terra batuda | David Ferrer          | 6−2, 7−5                         |
| Guanyador | 36.  | 3 de maig de 2009      | Roma (4)                                   | Terra batuda | Novak Đoković         | 7−6(2), 6−2                      |
| Finalista | 10.  | 10 de maig de 2009     | Madrid, Espanya                            | Terra batuda | Roger Federer         | 4−6, 4−6                         |
| Finalista | 11.  | 11 d'octubre de 2009   | Xangai, Xina                               | Dura         | Nikolai Davidenko     | 6−7(3), 3−6                      |
| Finalista | 12.  | 12 de gener de 2010    | Doha, Qatar                                | Dura         | Nikolai Davidenko     | 6−0, 6−7(8), 4−6                 |
| Guanyador | 37.  | 18 d'abril de 2010     | Montecarlo (6)                             | Terra batuda | Fernando Verdasco     | 6−0, 6−1                         |
| Guanyador | 38.  | 2 de maig de 2010      | Roma (5)                                   | Terra batuda | David Ferrer          | 7−5, 6−2                         |
| Guanyador | 39.  | 16 de maig de 2010     | Madrid (2)                                 | Terra batuda | Roger Federer         | 6−4, 7−6(5)                      |
| Guanyador | 40.  | 6 de juny de 2010      | Roland Garros (5)                          | Terra batuda | Robin Söderling       | 6−4, 6−2, 6−4                    |
| Guanyador | 41.  | 4 de juliol de 2010    | Wimbledon (2)                              | Gespa        | Tomáš Berdych         | 6−3, 7−5, 6−4                    |
| Guanyador | 42.  | 13 de setembre de 2010 | US Open, Estats Units                      | Dura         | Novak Đoković         | 6−4, 5−7, 6−4, 6−2               |
| Guanyador | 43.  | 10 d'octubre de 2010   | Tòquio, Japó                               | Dura         | Gaël Monfils          | 6−1, 7−5                         |
| Finalista | 13.  | 28 de novembre de 2010 | ATP World Tour Finals, Londres, Regne Unit | Dura (i)     | Roger Federer         | 3−6, 6−3, 1−6                    |
| Finalista | 14.  | 20 de març de 2011     | Indian Wells                               | Dura         | Novak Đoković         | 6−4, 3−6, 2−6                    |
| Finalista | 15.  | 4 d'abril de 2011      | Miami (3)                                  | Dura         | Novak Đoković         | 6−4, 3−6, 6−7(4)                 |
| Guanyador | 44.  | 17 d'abril de 2011     | Montecarlo (7)                             | Terra batuda | David Ferrer          | 6−4, 7−5                         |
| Guanyador | 45.  | 24 d'abril de 2011     | Barcelona (6)                              | Terra batuda | David Ferrer          | 6−2, 6−4                         |
| Finalista | 16.  | 8 de maig de 2011      | Madrid (2)                                 | Terra batuda | Novak Đoković         | 5−7, 4−6                         |
| Finalista | 17.  | 15 de maig de 2011     | Roma                                       | Terra batuda | Novak Đoković         | 4−6, 4−6                         |
| Guanyador | 46.  | 5 de juny de 2011      | Roland Garros (6)                          | Terra batuda | Roger Federer         | 7−5, 7−6(3), 5−7, 6−1            |
| Finalista | 18.  | 3 de juliol de 2011    | Wimbledon (3)                              | Gespa        | Novak Đoković         | 4−6, 1−6, 6−1, 3−6               |
| Finalista | 19.  | 12 de setembre de 2011 | US Open, Estats Units                      | Dura         | Novak Đoković         | 2−6, 4−6, 7−6(3), 1−6            |
| Finalista | 19.  | 9 d'octubre de 2011    | Tòquio, Japó                               | Dura         | Andy Murray           | 6−3, 2−6, 0−6                    |
| Finalista | 21.  | 29 de gener de 2012    | Open d'Austràlia                           | Dura         | Novak Đoković         | 7−5, 4−6, 2−6, 7−6(5), 5−7       |
| Guanyador | 47.  | 22 d'abril de 2012     | Montecarlo (8)                             | Terra batuda | Novak Đoković         | 6−3, 6−1                         |
| Guanyador | 48.  | 29 d'abril de 2012     | Barcelona (7)                              | Terra batuda | David Ferrer          | 7−6(1), 7−5                      |
| Guanyador | 49.  | 21 de maig de 2012     | Roma (6)                                   | Terra batuda | Novak Đoković         | 7−5, 6−3                         |
| Guanyador | 50.  | 11 de juny de 2012     | Roland Garros (7)                          | Terra batuda | Novak Đoković         | 6−4, 6−3, 2−6, 7−5               |
| Finalista | 22.  | 10 de febrer de 2013   | Viña del Mar, Xile                         | Terra batuda | Horacio Zeballos      | 7−6(2), 6−7(6), 4−6              |
| Guanyador | 51.  | 17 de febrer de 2013   | Sao Paulo (2)                              | Terra batuda | David Nalbandian      | 6−2, 6−3                         |
| Guanyador | 52.  | 2 de març de 2013      | Acapulco (2)                               | Terra batuda | David Ferrer          | 6−0, 6−2                         |
| Guanyador | 53.  | 17 de març de 2013     | Indian Wells (3)                           | Dura         | Juan Martín del Potro | 4−6, 6−3, 6−4                    |
| Finalista | 23.  | 21 d'abril de 2013     | Montecarlo                                 | Terra batuda | Novak Đoković         | 2−6, 6−7(1)                      |
| Guanyador | 54.  | 28 d'abril de 2013     | Barcelona (8)                              | Terra batuda | Nicolás Almagro       | 6−4, 6−3                         |
| Guanyador | 55.  | 12 de maig de 2013     | Madrid (3)                                 | Terra batuda | Stanislas Wawrinka    | 6−2, 6−4                         |
| Guanyador | 56.  | 19 de maig de 2013     | Roma (7)                                   | Terra batuda | Roger Federer         | 6−1, 6−3                         |
| Guanyador | 57.  | 9 de juny de 2013      | Roland Garros (8)                          | Terra batuda | David Ferrer          | 6−3, 6−2, 6−3                    |
| Guanyador | 58.  | 11 d'agost de 2013     | Mont-real (3)                              | Dura         | Milos Raonic          | 6−2, 6−2                         |
| Guanyador | 59.  | 18 d'agost de 2013     | Cincinnati, Estats Units                   | Dura         | John Isner            | 7−6(8), 7−6(3)                   |
| Guanyador | 60.  | 9 de setembre de 2013  | US Open (2)                                | Dura         | Novak Đoković         | 6−2, 3−6, 6−4, 6−1               |
| Finalista | 24.  | 6 d'octubre de 2013    | Pequín                                     | Dura         | Novak Đoković         | 3−6, 4−6                         |
| Finalista | 25.  | 11 de novembre de 2013 | ATP World Tour Finals, Londres (2)         | Dura (i)     | Novak Đoković         | 3−6, 4−6                         |
| Guanyador | 61.  | 4 de gener de 2014     | Doha                                       | Dura         | Gaël Monfils          | 6−1, 6−7(5), 6−2                 |
| Finalista | 26.  | 26 de gener de 2014    | Open d'Austràlia (2)                       | Dura         | Stanislas Wawrinka    | 3−6, 2−6, 6−3, 3−6               |
| Guanyador | 62.  | 23 de febrer de 2014   | Rio de Janeiro, Brasil                     | Terra batuda | Aleksandr Dolhopòlov  | 6−3, 7−6(3)                      |
| Finalista | 27.  | 30 de març de 2014     | Miami (4)                                  | Dura         | Novak Đoković         | 3−6, 3−6                         |
| Guanyador | 63.  | 11 de maig de 2014     | Madrid (4)                                 | Terra batuda | Kei Nishikori         | 2−6, 6−3, 3−0 i retirada         |
| Finalista | 28.  | 18 de maig de 2014     | Roma (2)                                   | Terra batuda | Novak Đoković         | 6−4, 3−6, 3−6                    |
| Guanyador | 64.  | 8 de juny de 2014      | Roland Garros (9)                          | Terra batuda | Novak Đoković         | 3−6, 7−5, 6−2, 6−4               |
| Guanyador | 65.  | 1 de març de 2015      | Buenos Aires, Argentina                    | Terra batuda | Juan Mónaco           | 6−4, 6−1                         |
| Finalista | 29.  | 10 de maig de 2015     | Madrid (3)                                 | Terra batuda | Andy Murray           | 3−6, 2−6                         |
| Guanyador | 66.  | 14 de juny de 2015     | Stuttgart (3)                              | Gespa        | Viktor Troicki        | 7−6(3), 6−3                      |
| Guanyador | 67.  | 2 d'agost de 2015      | Hamburg (2)                                | Terra batuda | Fabio Fognini         | 7−5, 7−5                         |
| Finalista | 30.  | 11 d'octubre de 2015   | Pequín (2)                                 | Dura         | Novak Đoković         | 2−6, 2−6                         |
| Finalista | 31.  | 1 de novembre de 2015  | Basilea, Suïssa                            | Dura (i)     | Roger Federer         | 3−6, 7−5, 3−6                    |
| Finalista | 32.  | 9 de gener de 2016     | Doha (2)                                   | Dura         | Novak Đoković         | 1−6, 2−6                         |
| Guanyador | 68.  | 17 d'abril de 2016     | Montecarlo (9)                             | Terra batuda | Gaël Monfils          | 7−5, 5−7, 6−0                    |
| Guanyador | 69.  | 24 d'abril de 2016     | Barcelona (9)                              | Terra batuda | Kei Nishikori         | 6−4, 7−5                         |
| Finalista | 33.  | 29 de gener de 2017    | Open d'Austràlia (3)                       | Dura         | Roger Federer         | 4−6, 6−3, 1−6, 6−3, 3−6          |
| Finalista | 34.  | 5 de març de 2017      | Acapulco                                   | Dura         | Sam Querrey           | 3−6, 6−7(3)                      |
| Finalista | 35.  | 2 d'abril de 2017      | Miami (5)                                  | Dura         | Roger Federer         | 3−6, 4−6                         |
| Guanyador | 70.  | 23 d'abril de 2017     | Montecarlo (10)                            | Terra batuda | Albert Ramos Viñolas  | 6−1, 6−3                         |
| Guanyador | 71.  | 30 d'abril de 2017     | Barcelona (10)                             | Terra batuda | Dominic Thiem         | 6−4, 6−1                         |
| Guanyador | 72.  | 14 de maig de 2017     | Madrid (5)                                 | Terra batuda | Dominic Thiem         | 7−6(8), 6−4                      |
| Guanyador | 73.  | 11 de juny de 2017     | Roland Garros (10)                         | Terra batuda | Stan Wawrinka         | 6−3, 6−2, 6−1                    |
| Guanyador | 74.  | 10 de setembre de 2017 | US Open (3)                                | Dura         | Kevin Anderson        | 6−3, 6−3, 6−4                    |
| Guanyador | 75.  | 8 d'octubre de 2017    | Pequín (2)                                 | Dura         | Nick Kyrgios          | 6−2, 6−1                         |
| Finalista | 36.  | 15 d'octubre de 2017   | Xangai (2)                                 | Dura         | Roger Federer         | 4−6, 3−6                         |
| Guanyador | 76.  | 22 d'abril de 2018     | Montecarlo (11)                            | Terra batuda | Kei Nishikori         | 6−3, 6−2                         |
| Guanyador | 77.  | 29 d'abril de 2018     | Barcelona (11)                             | Terra batuda | Stéfanos Tsitsipàs    | 6−2, 6−1                         |
| Guanyador | 78.  | 20 de maig de 2018     | Roma (8)                                   | Terra batuda | Alexander Zverev      | 6−1, 1−6, 6−3                    |
| Guanyador | 79.  | 10 de juny de 2018     | Roland Garros (11)                         | Terra batuda | Dominic Thiem         | 6−4, 6−3, 6−2                    |
| Guanyador | 80.  | 12 d'agost de 2018     | Toronto (4)                                | Dura         | Stéfanos Tsitsipàs    | 6−2, 7−6(4)                      |
| Finalista | 37.  | 28 de gener de 2019    | Open d'Austràlia (4)                       | Dura         | Novak Đoković         | 3−6, 2−6, 3−6                    |
| Guanyador | 81.  | 19 de maig de 2019     | Roma (9)                                   | Terra batuda | Novak Đoković         | 6−0, 4−6, 6−1                    |
| Guanyador | 82.  | 9 de juny de 2019      | Roland Garros (12)                         | Terra batuda | Dominic Thiem         | 6−3, 5−7, 6−1, 6−1               |
| Guanyador | 83.  | 11 d'agost de 2019     | Mont-real (5)                              | Dura         | Daniïl Medvédev       | 6−3, 6−0                         |
| Guanyador | 84.  | 8 de setembre de 2019  | US Open (4)                                | Dura         | Daniïl Medvédev       | 7−5, 6−3, 5−7, 4−6, 6−4          |
| Guanyador | 85.  | 1 de març de 2020      | Acapulco (3)                               | Dura         | Taylor Fritz          | 6−3, 6−2                         |
| Guanyador | 86.  | 11 de setembre de 2020 | Roland Garros (13)                         | Terra batuda | Novak Đoković         | 6−0, 6−2, 7−5                    |
| Guanyador | 87.  | 25 d'abril de 2021     | Barcelona (12)                             | Terra batuda | Stéfanos Tsitsipàs    | 6−4, 6−7(6), 7−5                 |
| Guanyador | 88.  | 16 de maig de 2021     | Roma (10)                                  | Terra batuda | Novak Đoković         | 7−5, 1−6, 6−3                    |
| Guanyador | 89.  | 9 de gener de 2022     | Melbourne, Austràlia                       | Dura         | Maxime Cressy         | 7−6(6), 6−3                      |
| Guanyador | 90.  | 30 de gener de 2022    | Open d'Austràlia (2)                       | Dura         | Daniïl Medvédev       | 2−6, 6−7(5), 6−4, 6−4, 7−5       |
| Guanyador | 91.  | 27 de febrer de 2022   | Acapulco (4)                               | Dura         | Cameron Norrie        | 6−4, 6−4                         |
| Finalista | 38.  | 20 de març de 2022     | Indian Wells (2)                           | Dura         | Taylor Fritz          | 3−6, 6−7(5)                      |
| Guanyador | 92.  | 5 de juny de 2022      | Roland Garros (14)                         | Terra batuda | Casper Ruud           | 6−3, 6−3, 6−0                    |
| Finalista | 39.  | 21 de juliol de 2024   | Bastad                                     | Terra batuda | Nuno Borges           | 3−6, 2−6                         |

#### Períodes com a número 1
| Núm. | Precedit per  | Dates                   | Succeït per   | Setmanes | Acumulat |
| ---- | ------------- | ----------------------- | ------------- | -------- | -------- |
| 1.   | Roger Federer | 18/08/2008 − 05/07/2009 | Roger Federer | 46       | 46       |
| 2.   | Roger Federer | 07/06/2010 − 03/07/2011 | Novak Đoković | 56       | 102      |
| 3.   | Novak Đoković | 07/10/2013 − 06/07/2014 | Novak Đoković | 39       | 141      |
| 4.   | Andy Murray   | 21/08/2017 − 18/02/2018 | Roger Federer | 26       | 167      |
| 5.   | Roger Federer | 02/04/2018 − 13/05/2018 | Roger Federer | 6        | 173      |
| 6.   | Roger Federer | 21/05/2018 − 17/06/2018 | Roger Federer | 4        | 177      |
| 7.   | Roger Federer | 25/06/2018 − 04/11/2018 | Novak Đoković | 19       | 196      |
| 8.   | Novak Đoković | 04/11/2019 − 02/02/2020 | Novak Đoković | 13       | 209      |

### Dobles masculins: 15 (11−4)
| Llegenda (pre/post 2009)                                 |
| -------------------------------------------------------- |
| Grand Slams (0−0)                                        |
| Jocs Olímpics Or (1)                                     |
| Tennis Masters Cup / ATP Finals (0−0)                    |
| ATP Masters Series / ATP World Tour Masters 1000 (3−0)   |
| ATP International Series Gold / ATP World Tour 500 (1−2) |
| ATP International Series / ATP World Tour 250 (6−2)      |

| Títols per superfície |
| --------------------- |
| Dura (9−1)            |
| Gespa (0−0)           |
| Terra batuda (2−3)    |

| Resultat  | Núm. | Data                 | Torneig                               | Superfície   | Parella             | Oponents                        | Marcador            |
| --------- | ---- | -------------------- | ------------------------------------- | ------------ | ------------------- | ------------------------------- | ------------------- |
| Guanyador | 1.   | 21 d'agost de 2003   | Umag, Croàcia                         | Terra batuda | Álex López Morón    | Todd Perry Thomas Shimada       | 6−1, 6−3            |
| Guanyador | 2.   | 5 de gener de 2004   | Chennai, Índia                        | Dura         | Tommy Robredo       | Jonathan Erlich Andy Ram        | 7−6, 4−6, 6−3       |
| Guanyador | 3.   | 3 de gener de 2005   | Doha, Qatar                           | Dura         | Albert Costa        | Andrei Pavel Mikhaïl Iujni      | 6−3, 4−6, 6−3       |
| Finalista | 1.   | 24 d'abril de 2005   | Barcelona, Catalunya                  | Terra batuda | Feliciano López     | Leander Paes Nenad Zimonjić     | 6−3, 6−3            |
| Finalista | 2.   | 8 de gener de 2007   | Chennai, Índia                        | Dura         | Tomeu Salvà         | Xavier Malisse Dick Norman      | 7−6(4), 7−6(4)      |
| Finalista | 3.   | 30 d'abril de 2007   | Barcelona (2)                         | Terra batuda | Tomeu Salvà         | Andrei Pavel Alexander Waske    | 6−3, 7−6(1)         |
| Guanyador | 4.   | 27 d'abril de 2008   | Montecarlo, Mònaco                    | Terra batuda | Tommy Robredo       | Mahesh Bhupathi Mark Knowles    | 6−3, 6−3            |
| Guanyador | 5.   | 9 de gener de 2009   | Doha (2)                              | Dura         | Marc López          | Daniel Nestor Nenad Zimonjić    | 4−6, 6−4, [10−8]    |
| Guanyador | 6.   | 20 de març de 2010   | Indian Wells, Estats Units            | Dura         | Marc López          | Daniel Nestor Nenad Zimonjić    | 7−6(8), 6−3         |
| Guanyador | 7.   | 7 de gener de 2011   | Doha (3)                              | Dura         | Marc López          | Daniele Bracciali Andreas Seppi | 6−3, 7−6(4)         |
| Guanyador | 8.   | 19 de març de 2012   | Indian Wells (2)                      | Dura         | Marc López          | John Isner Sam Querrey          | 6−2, 7−6(3)         |
| Finalista | 4.   | 10 de febrer de 2013 | Viña del Mar, Xile                    | Terra batuda | Juan Mónaco         | Paolo Lorenzi Potito Starace    | 2−6, 4−6            |
| Guanyador | 9.   | 10 de gener de 2015  | Doha (4)                              | Dura         | Juan Mónaco         | Julian Knowle Philipp Oswald    | 6−3, 6−4            |
| Guanyador | 10.  | 12 d'agost de 2016   | Jocs Olímpics, Rio de Janeiro, Brasil | Dura         | Marc López          | Florin Mergea Horia Tecău       | 6−2, 3−6, 6−4       |
| Guanyador | 11.  | 9 d'octubre de 2016  | Pequín, Xina                          | Dura         | Pablo Carreño Busta | Jack Sock Bernard Tomic         | 6−7(6), 6−2, [10−8] |

### Equips: 4 (4−1)
| Resultat  | Núm. | Data                      | Torneig                          | Superfície       | Equip                                                                  | Oponents                                                          | Marcador |
| --------- | ---- | ------------------------- | -------------------------------- | ---------------- | ---------------------------------------------------------------------- | ----------------------------------------------------------------- | -------- |
| Guanyador | 1.   | 3−5 de desembre de 2004   | Copa Davis, Sevilla, Espanya     | Terra batuda (i) | Carles Moyà Juan Carlos Ferrero Tommy Robredo                          | Mardy Fish Andy Roddick Bob Bryan Mike Bryan                      | 3−2      |
| Guanyador | 2.   | 4−6 de desembre de 2009   | Copa Davis, Barcelona (2)        | Terra batuda (i) | David Ferrer Feliciano López Fernando Verdasco                         | Tomáš Berdych Lukas Dlouhy Jan Hajek Radek Štěpánek               | 5−0      |
| Guanyador | 3.   | 2−4 de desembre de 2011   | Copa Davis, Sevilla, Espanya (3) | Terra batuda (i) | David Ferrer Feliciano López Fernando Verdasco                         | J.M. Del Potro Juan Mónaco David Nalbandian Eduardo Schwank       | 3−1      |
| Guanyador | 4.   | 20−24 de desembre de 2019 | Copa Davis, Madrid, Espanya (4)  | Dura (i)         | R. Bautista Agut Pablo Carreño Busta Marcel Granollers Feliciano López | F. Auger-Aliassime Vasek Pospisil Brayden Schnur Denis Shapovalov | 2−0      |
| Finalista | 1.   | 12 de gener de 2020       | ATP Cup, Sydney, Austràlia       | Dura             | R. Bautista Agut Pablo Carreño Busta Feliciano López                   | Nikola Čačić Novak Đoković Dušan Lajović Viktor Troicki           | 1−2      |

## Copa Davis
Nadal va entrar a l'equip espanyol de Copa Davis l'any 2004, i des de llavors ha disputat totes les edicions excepte els anys 2007, 2010 i 2012. És un dels principals artífex del fet que Espanya hagi guanyat la majoria de les seves Copes Davis, deixant a banda el títol aconseguit l'any 2000, Nadal va participar activament en els títols aconseguits en les edicions de 2004, 2008, 2009 i 2011. En categoria individual, només va perdre el primer partit contra Jiří Novák i fins a l'actualitat ha encadenat 21 victòries consecutives. Inicialment també va disputar partits de dobles però com que els resultats no foren del tot positius (2 victòries i 4 derrotes), en les següents edicions es va centrar en els partits individuals. En l'edició de 2008 no va poder disputar la final a causa d'una lesió al genoll. Degut als seus problemes de lesions i amb la intenció de no forçar el seu físic, des de llavors les seves participacions en l'equip de Copa Davis van ser molt esporàdiques.

### Individual: 30 (29−1)
| Núm. | Edició | Ronda   | Data                      | País         | Superfície       | Oponent               | V / D    | Resultat                 |
| ---- | ------ | ------- | ------------------------- | ------------ | ---------------- | --------------------- | -------- | ------------------------ |
| 1.   | 2004   | 1R      | 6−8 de febrer de 2004     | Txèquia      | Dura (i)         | Jiří Novák            | Derrota  | 7−6(3), 6−3, 7−6(2)      |
| 2.   | 2004   | 1R      | 6−8 de febrer de 2004     | Txèquia      | Dura (i)         | Radek Štěpánek        | Victòria | 7−6(2), 7−6(4), 6−3      |
| 3.   | 2004   | SF      | 24−26 de setembre de 2004 | França       | Terra batuda     | Arnaud Clément        | Victòria | 6−4, 6−1, 6−2            |
| 4.   | 2004   | F       | 3−5 de desembre de 2004   | Estats Units | Terra batuda     | Andy Roddick          | Victòria | 6−7(8), 6−2, 7−6(6), 6−2 |
| 5.   | 2005   | PO GM   | 23−25 de setembre de 2005 | Itàlia       | Terra batuda     | Daniele Bracciali     | Victòria | 6−3, 6−2, 6−1            |
| 6.   | 2005   | PO GM   | 23−25 de setembre de 2005 | Itàlia       | Terra batuda     | Andreas Seppi         | Victòria | 6−1, 6−2, 5−7, 6−4       |
| 7.   | 2006   | PO GM   | 22−24 de setembre de 2006 | Itàlia       | Terra batuda     | Andreas Seppi         | Victòria | 6−0, 6−4, 6−3            |
| 8.   | 2006   | PO GM   | 22−24 de setembre de 2006 | Itàlia       | Terra batuda     | Filippo Volandri      | Victòria | 6−3, 7−5, 6−3, 6−3       |
| 9.   | 2008   | QF      | 11−13 d'abril de 2008     | Alemanya     | Dura (i)         | Nicolas Kiefer        | Victòria | 7−6(5), 6−0, 6−3         |
| 10.  | 2008   | SF      | 19−21 de setembre de 2008 | Estats Units | Terra batuda     | Sam Querrey           | Victòria | 6−7(5), 6−4, 6−3, 6−4    |
| 11.  | 2008   | SF      | 19−21 de setembre de 2008 | Estats Units | Terra batuda     | Andy Roddick          | Victòria | 6−4, 6−0, 6−4            |
| 12.  | 2009   | 1R      | 7−8 de març de 2009       | Sèrbia       | Terra batuda     | Janko Tipsarević      | Victòria | 6−1, 6−0, 6−2            |
| 13.  | 2009   | 1R      | 7−8 de març de 2009       | Sèrbia       | Terra batuda     | Novak Đoković         | Victòria | 6−4, 6−4, 6−1            |
| 14.  | 2009   | F       | 4−6 de desembre de 2009   | Txèquia      | Terra batuda (i) | Tomáš Berdych         | Victòria | 7−5, 6−0, 6−2            |
| 15.  | 2009   | F       | 4−6 de desembre de 2009   | Txèquia      | Terra batuda (i) | Jan Hájek             | Victòria | 6−3, 6−4                 |
| 16.  | 2011   | 1R      | 4−6 de març de 2011       | Bèlgica      | Dura (i)         | Ruben Bemelmans       | Victòria | 6−2, 6−4, 6−2            |
| 17.  | 2011   | 1R      | 4−6 de març de 2011       | Bèlgica      | Dura (i)         | Olivier Rochus        | Victòria | 6−4, 6−2                 |
| 18.  | 2011   | SF      | 16−18 de setembre de 2011 | França       | Terra batuda     | Richard Gasquet       | Victòria | 6−3, 6−0, 6−1            |
| 19.  | 2011   | SF      | 16−18 de setembre de 2011 | França       | Terra batuda     | Jo-Wilfried Tsonga    | Victòria | 6−0, 6−2, 6−4            |
| 20.  | 2011   | F       | 2−4 de desembre de 2011   | Argentina    | Terra batuda (i) | Juan Mónaco           | Victòria | 6−1, 6−1, 6−2            |
| 21.  | 2011   | F       | 2−4 de desembre de 2011   | Argentina    | Terra batuda (i) | Juan Martín del Potro | Victòria | 1−6, 6−4, 6−1, 7−6(0)    |
| 22.  | 2013   | PO GM   | 12−13 de setembre de 2013 | Ucraïna      | Terra batuda (i) | Serhí Stakhovski      | Victòria | 6−0, 6−0, 6−4            |
| 23.  | 2015   | PO ↓ G1 | 18−20 de setembre de 2015 | Dinamarca    | Dura (i)         | Mikael Torpegaard     | Victòria | 6−4, 6−3, 6−2            |
| 24.  | 2018   | QF      | 6−8 d'abril de 2018       | Alemanya     | Terra batuda     | Philipp Kohlschreiber | Victòria | 6−2, 6−2, 6−3            |
| 25.  | 2018   | QF      | 6−8 d'abril de 2018       | Alemanya     | Terra batuda     | Alexander Zverev      | Victòria | 6−1, 6−4, 6−4            |
| 26.  | 2019   | DCF     | 19 de novembre de 2019    | Rússia       | Dura (i)         | Karén Khatxànov       | Victòria | 6−3, 7−6(7)              |
| 27.  | 2019   | DCF     | 20 de novembre de 2019    | Croàcia      | Dura (i)         | Borna Gojo            | Victòria | 6−4, 6−3                 |
| 28.  | 2019   | QF      | 22 de novembre de 2019    | Argentina    | Dura (i)         | Diego Schwartzman     | Victòria | 6−1, 6−2                 |
| 29.  | 2019   | SF      | 23 de novembre de 2019    | Regne Unit   | Dura (i)         | Dan Evans             | Victòria | 6−4, 6−0                 |
| 29.  | 2019   | F       | 24 de novembre de 2019    | Canadà       | Dura (i)         | Denis Shapovalov      | Victòria | 6−3, 7−6(7)              |

### Dobles: 12 (8−4)
| Núm. | Edició | Ronda   | Data                      | País          | Superfície       | Parella           | Oponents                             | V / D    | Resultat                   |
| ---- | ------ | ------- | ------------------------- | ------------- | ---------------- | ----------------- | ------------------------------------ | -------- | -------------------------- |
| 1.   | 2004   | 1R      | 6−8 de febrer de 2004     | Txèquia       | Dura (i)         | Tommy Robredo     | Jiří Novák Radek Štěpánek            | Derrota  | 6−4, 7−6(6), 6−3           |
| 2.   | 2004   | QF      | 8−11 d'abril de 2004      | Països Baixos | Terra batuda     | Tommy Robredo     | John Van Lottum Martin Verkerk       | Derrota  | 3−6, 2−6, 6−3, 6−3, 6−2    |
| 3.   | 2004   | SF      | 24−26 de setembre de 2004 | França        | Terra batuda     | Tommy Robredo     | Arnaud Clément Michaël Llodra        | Victòria | 7−6(4), 4−6, 6−2, 2−6, 6−3 |
| 4.   | 2005   | 1R      | 4−6 de març de 2005       | Eslovàquia    | Terra batuda     | Albert Costa      | Karol Beck Michal Mertiňák           | Derrota  | 7−6(3), 6−4, 7−6(8)        |
| 5.   | 2005   | PO GM   | 23−25 de setembre de 2005 | Itàlia        | Terra batuda     | Feliciano López   | Daniele Bracciali Giorgio Galimberti | Derrota  | 4−6, 6−4, 6−3, 4−6, 9−7    |
| 6.   | 2006   | PO GM   | 22−24 de setembre de 2006 | Itàlia        | Terra batuda     | Fernando Verdasco | Daniele Bracciali Giorgio Galimberti | Victòria | 6−2, 3−6, 6−3, 7−6(4)      |
| 7.   | 2013   | PO GM   | 12−13 de setembre de 2013 | Ucraïna       | Terra batuda (i) | Marc López        | Denís Moltxànov Serhí Stakhovski     | Victòria | 6−2, 6−7(6), 6−3, 6−4      |
| 8.   | 2015   | PO ↓ G1 | 18−20 de setembre de 2015 | Dinamarca     | Dura (i)         | Fernando Verdasco | Thomas Kromann Frederik Nielsen      | Victòria | 6−4, 3−6, 7−6(4), 6−4      |
| 9.   | 2016   | PO GM   | 16−18 de setembre de 2016 | Índia         | Dura (i)         | Marc López        | Saketh Mynemi Leander Paes           | Victòria | 4−6, 7−6(2), 6−4, 6−4      |
| 10.  | 2019   | DCF     | 20 de novembre de 2019    | Croàcia       | Dura (i)         | Marcel Granollers | Ivan Dodig Mate Pavić                | Victòria | 6−3, 6−4                   |
| 11.  | 2019   | QF      | 22 de novembre de 2019    | Argentina     | Dura (i)         | Marcel Granollers | Máximo González Leonardo Mayer       | Victòria | 6−4, 4−6, 6−3              |
| 12.  | 2019   | SF      | 23 de novembre de 2019    | Regne Unit    | Dura (i)         | Feliciano López   | Jamie Murray Neal Skupski            | Victòria | 7−6(3), 7−6(8)             |

## Rivalitats

### Nadal−Federer
Durant la segona meitat de la dècada del 2000, Roger Federer i Nadal van mantenir un domini aclaparador del circuit de tennis professional masculí, ja que durant aquests anys van ocupar les dues primeres posicions del rànquing. Aquesta hegemonia es va trencar amb la irrupció de Novak Đoković al número 1 l'any 2011, i també amb Andy Murray puntualment. Aquest fet va produir que durant molts anys mantinguessin una gran rivalitat. Nadal, cinc anys més jove que Federer, va ascendir al número 2 del rànquing l'any 2005 i es va mantenir en aquesta posició fins que el va superar el 2008. Malgrat que Federer va ocupar durant molt més temps el lloc més alt del rànquing, Nadal domina amb clarament els enfrontaments directes.
Deixant a banda el primer enfrontament que es va produir a segona ronda del Masters de Miami l'any 2004, quan Nadal feia poc que havia entrat al circuit i Federer estrenava regnat al número 1 del rànquing, i l'ATP World Tour Finals on poden coincidir en la fase inicial, la resta d'enfrontaments s'han produït sempre en semifinals o finals dels torneigs.
Avui dia, s'han enfrontat un total de 40 ocasions amb 24 victòries de Nadal i 16 de Federer. La majoria d'aquests partits són sobre terra batuda, superfície on Nadal és clarament superior, ja que es considera un dels millors de la història mentre que pel suís és la pitjor, el registre és de 14-2, i a més, ha guanyat tots els partits a cinc sets. Sobre gespa, la superfície preferida de Federer, el suís guanya per 3-1, tots tres partits en la final de Wimbledon. Sobre pista dura, el resultat és també molt igualat amb 9−11, però amb el detall que el suís domina en pista interior. En aquesta superfície destaca el fet que Federer el va superar en els quatre primers enfrontaments de Copa Masters i, curiosament, mai han coincidit en el US Open malgrat que ambdós l'han guanyat. Pel que fa exclusivament a les finals Nadal també domina per 14–10 victòries.
Ambdós tennistes posseeixen rècords de victòries consecutives sobre una mateixa superfície, Federer sobre gespa (65) i pista dura (56) mentre que Nadal sobre terra batuda (81), però entre ells no es van trencar aquestes marques.
| Núm. | Any  | Torneig          | Categoria | Superfície   | Ronda | Guanyador | Resultat                         | Durada | Nadal | Federer |
| ---- | ---- | ---------------- | --------- | ------------ | ----- | --------- | -------------------------------- | ------ | ----- | ------- |
| 1.   | 2004 | Miami            | MS/1000   | Dura         | 2R    | Nadal     | 6−3, 6−3                         | 1:10   | 1     | 0       |
| 2.   | 2005 | Miami            | MS/1000   | Dura         | F     | Federer   | 2−6, 6−7(4), 7−6(5), 6−3, 6−1    | 3:43   | 1     | 1       |
| 3.   | 2005 | Roland Garros    | GS        | Terra batuda | SF    | Nadal     | 6−3, 4−6, 6−4, 6−3               | 2:47   | 2     | 1       |
| 4.   | 2006 | Dubai            | Gold/500  | Dura         | F     | Nadal     | 2−6, 6−4, 6−4                    | 1:53   | 3     | 1       |
| 5.   | 2006 | Montecarlo       | MS/1000   | Terra batuda | F     | Nadal     | 6−2, 6−7(2), 6−3, 7−6(5)         | 3:50   | 4     | 1       |
| 6.   | 2006 | Roma             | MS/1000   | Terra batuda | F     | Nadal     | 6−7(0), 7−6(5), 6−4, 2−6, 7−6(5) | 5:05   | 5     | 1       |
| 7.   | 2006 | Roland Garros    | GS        | Terra batuda | F     | Nadal     | 1−6, 6−1, 6−4, 7−6(4)            | 3:02   | 6     | 1       |
| 8.   | 2006 | Wimbledon        | GS        | Gespa        | F     | Federer   | 6−0, 7−6(5), 6−7(2), 6−3         | 2:58   | 6     | 2       |
| 9.   | 2006 | Xangai           | CM        | Dura (i)     | SF    | Federer   | 6−4, 7−5                         | 1:53   | 6     | 3       |
| 10.  | 2007 | Montecarlo       | MS/1000   | Terra batuda | F     | Nadal     | 6−4, 6−4                         | 1:35   | 7     | 3       |
| 11.  | 2007 | Hamburg          | MS/1000   | Terra batuda | F     | Federer   | 2−6, 6−2, 6−0                    | 1:55   | 7     | 4       |
| 12.  | 2007 | Roland Garros    | GS        | Terra batuda | F     | Nadal     | 6−3, 4−6, 6−3, 6−4               | 3:10   | 8     | 4       |
| 13.  | 2007 | Wimbledon        | GS        | Gespa        | F     | Federer   | 7−6(7), 4−6, 7−6(3), 2−6, 6−2    | 3:45   | 8     | 5       |
| 14.  | 2007 | Xangai           | CM        | Dura (i)     | SF    | Federer   | 6−4, 6−1                         | 0:59   | 8     | 6       |
| 15.  | 2008 | Montecarlo       | MS/1000   | Terra batuda | F     | Nadal     | 7−5, 7−5                         | 1:43   | 9     | 6       |
| 16.  | 2008 | Hamburg          | MS/1000   | Terra batuda | F     | Nadal     | 7−5, 6−7(3), 6−3                 | 2:52   | 10    | 6       |
| 17.  | 2008 | Roland Garros    | GS        | Terra batuda | F     | Nadal     | 6−1, 6−3, 6−0                    | 1:48   | 11    | 6       |
| 18.  | 2008 | Wimbledon        | GS        | Gespa        | F     | Nadal     | 6−4, 6−4, 6−7(5), 6−7(8), 9−7    | 4:48   | 12    | 6       |
| 19.  | 2009 | Open d'Austràlia | GS        | Dura         | F     | Nadal     | 7−5, 3−6, 7−6(3), 3−6, 6−2       | 4:23   | 13    | 6       |
| 20.  | 2009 | Madrid           | MS/1000   | Terra batuda | F     | Federer   | 6−4, 6−4                         | 1:26   | 13    | 7       |
| 21.  | 2010 | Madrid           | MS/1000   | Terra batuda | F     | Nadal     | 6−4, 7−6(5)                      | 2:10   | 14    | 7       |
| 22.  | 2010 | Londres          | CM        | Dura (i)     | F     | Federer   | 6−3, 3−6, 6−1                    | 1:37   | 14    | 8       |
| 23.  | 2011 | Miami            | MS/1000   | Dura         | SF    | Nadal     | 6−3, 6−2                         | 1:18   | 15    | 8       |
| 24.  | 2011 | Madrid           | MS/1000   | Terra batuda | SF    | Nadal     | 5−7, 6−1, 6−3                    | 2:36   | 16    | 8       |
| 25.  | 2011 | Roland Garros    | GS        | Terra batuda | F     | Nadal     | 7−5, 6−7(3), 7−5, 6−1            | 3:40   | 17    | 8       |
| 26.  | 2011 | Londres          | CM        | Dura (i)     | RR    | Federer   | 6−3, 6−0                         | 1:00   | 17    | 9       |
| 27.  | 2012 | Open d'Austràlia | GS        | Dura         | SF    | Nadal     | 6−7(5), 6−2, 7−6(5), 6−4         | 3:42   | 18    | 9       |
| 28.  | 2012 | Indian Wells     | MS/1000   | Dura         | SF    | Federer   | 6−3, 6−4                         | 1:32   | 18    | 10      |
| 29.  | 2013 | Indian Wells     | MS/1000   | Dura         | QF    | Nadal     | 6−4, 6−2                         | 1:24   | 19    | 10      |
| 30.  | 2013 | Roma             | MS/1000   | Terra batuda | F     | Nadal     | 6−1, 6−3                         | 1:08   | 20    | 10      |
| 31.  | 2013 | Cincinnati       | MS/1000   | Dura         | QF    | Nadal     | 5−7, 6−4, 6−3                    | 2:14   | 21    | 10      |
| 32.  | 2013 | Londres          | CM        | Dura (i)     | SF    | Nadal     | 7−5, 6−3                         | 1:20   | 22    | 10      |
| 33.  | 2014 | Open d'Austràlia | GS        | Dura         | SF    | Nadal     | 7−6(4), 6−3, 6−3                 | 2:24   | 23    | 10      |
| 34.  | 2015 | Basilea          | Gold/500  | Dura (i)     | F     | Federer   | 6−3, 5−7, 6−3                    | 2:03   | 23    | 11      |
| 35.  | 2017 | Open d'Austràlia | GS        | Dura         | F     | Federer   | 6−4, 3−6, 6−1, 3−6, 6−3          | 3:37   | 23    | 12      |
| 36.  | 2017 | Indian Wells     | MS/1000   | Dura         | 4R    | Federer   | 6−2, 6−3                         | 1:08   | 23    | 13      |
| 37.  | 2017 | Miami            | MS/1000   | Dura         | F     | Federer   | 6−3, 6−4                         | 1:34   | 23    | 14      |
| 38.  | 2017 | Xangai           | MS/1000   | Dura         | F     | Federer   | 6−4, 6−3                         | 1:12   | 23    | 15      |
| −    | 2019 | Indian Wells     | MS/1000   | Dura         | SF    | Federer   | Renúncia                         | −      | 23    | 15      |
| 39.  | 2019 | Roland Garros    | GS        | Terra batuda | SF    | Nadal     | 6−3, 6−4, 6−2                    | 2:25   | 24    | 15      |
| 40.  | 2019 | Wimbledon        | GS        | Gespa        | SF    | Federer   | 7−6(3), 1−6, 6−3, 6−4            | 3:02   | 24    | 16      |

### Nadal−Đoković
Els enfrontaments entre Nadal i Novak Đoković han generat una rivalitat emergent a la fi de la dècada del 2000 però que va fer-se evident a partir de la dècada del 2010, moment en què Đoković va fer el pas endavant definitiu per igualar el seu nivell tennístic amb Nadal i Federer, que dominaven el circuit individual masculí de forma hegemònica, i va accedir al número 1 del rànquing. A partir de la seva irrupció, alguns mitjans de comunicació esportius van titular aquesta rivalitat entre els tres tennistes com The Trivalry («La Trivalitat»). Đoković és l'únic tennista que ha guanyat Nadal en set partits consecutius i en dos partits consecutius sobre terra batuda. Van disputar el partit a tres sets més llarg de la història superant les quatre hores (4:03) a les semifinals del Masters de Madrid 2009. Nadal va dominar inicialment els enfrontaments entre ells, però a partir de la gran temporada de 2011 que va realitzar el serbi, aquest va remuntar fins a gairebé igualar la rivalitat, aconseguint més importància que la rivalitat entre Federer i Nadal. Són l'única parella masculina que s'han enfrontat en les quatre finals de Grand Slam, i a més, de forma consecutiva.
El primer enfrontament es va produir als quarts de final del Roland Garros 2006 amb victòria del manacorí. L'any següent van disputar la primera final en el Masters d'Indian Wells 2007 amb el mateix resultat. En el tercer enfrontament, el Masters de Miami 2007, Đoković es va imposar per primera vegada quan van coincidir a quarts de final.
Avui dia s'han enfrontat un total de 57 ocasions amb només dues victòries per sobre Đoković (30−28), el duel que s'ha produït en més ocasions de l'Era Open. L'espanyol continua superant al serbi en finals de Grand Slam i partits a cinc sets, però Đoković el va superar en set enfrontaments consecutius durant el 2011 que van igualar el nivell. Sobre terra batuda, Nadal domina clarament la rivalitat per 19-8, Đoković ho fa sobre pista dura per 20-7, mentre que sobre gespa està molt igualat amb 2-2.
| Núm. | Any  | Torneig               | Categoria | Superfície   | Ronda | Guanyador | Resultat                    | Durada | Nadal | Đoković |
| ---- | ---- | --------------------- | --------- | ------------ | ----- | --------- | --------------------------- | ------ | ----- | ------- |
| 1.   | 2006 | Roland Garros         | GS        | Terra batuda | QF    | Nadal     | 6−4, 6−4, retirada          | 1:54   | 1     | 0       |
| 2.   | 2007 | Indian Wells          | MS/1000   | Dura         | F     | Nadal     | 6−2, 7−5                    | 1:34   | 2     | 0       |
| 3.   | 2007 | Miami                 | MS/1000   | Dura         | QF    | Đoković   | 6−3, 6−4                    | 1:37   | 2     | 1       |
| 4.   | 2007 | Roma                  | MS/1000   | Terra batuda | QF    | Nadal     | 6−2, 6−3                    | 1:41   | 3     | 1       |
| 5.   | 2007 | Roland Garros         | GS        | Terra batuda | SF    | Nadal     | 7−5, 6−4, 6−2               | 2:28   | 4     | 1       |
| 6.   | 2007 | Wimbledon             | GS        | Gespa        | SF    | Nadal     | 3−6, 6−1, 4−1, retirada     | 1:41   | 5     | 1       |
| 7.   | 2007 | Canadà                | MS/1000   | Dura         | SF    | Đoković   | 7−5, 6−3                    | 1:51   | 5     | 2       |
| 8.   | 2007 | Xangai                | CM        | Dura (i)     | RR    | Nadal     | 6−4, 6−4                    | 1:44   | 6     | 2       |
| 9.   | 2008 | Indian Wells          | MS/1000   | Dura         | SF    | Đoković   | 6−3, 6−2                    | 1:28   | 6     | 3       |
| 10.  | 2008 | Hamburg               | MS/1000   | Terra batuda | SF    | Nadal     | 7−5, 2−6, 6−2               | 3:03   | 7     | 3       |
| 11.  | 2008 | Roland Garros         | GS        | Terra batuda | SF    | Nadal     | 6−4, 6−2, 7−6(3)            | 2:49   | 8     | 3       |
| 12.  | 2008 | Queen's               | Gold/500  | Gespa        | F     | Nadal     | 7−6(6), 7−5                 | 2:16   | 9     | 3       |
| 13.  | 2008 | Cincinnati            | MS/1000   | Dura         | SF    | Đoković   | 6−1, 7−5                    | 1:26   | 9     | 4       |
| 14.  | 2008 | Jocs Olímpics, Pequín | JO        | Dura         | SF    | Nadal     | 6−4, 1−6, 6−4               | 2:10   | 10    | 4       |
| 15.  | 2009 | Copa Davis            | CD        | Terra batuda | 1R    | Nadal     | 6−4, 6−4, 6−1               | 2:28   | 11    | 4       |
| 16.  | 2009 | Montecarlo            | MS/1000   | Terra batuda | F     | Nadal     | 6−3, 2−6, 6−1               | 2:43   | 12    | 4       |
| 17.  | 2009 | Roma                  | MS/1000   | Terra batuda | F     | Nadal     | 7−6(2), 6−2                 | 2:03   | 13    | 4       |
| 18.  | 2009 | Madrid                | MS/1000   | Terra batuda | SF    | Nadal     | 3−6, 7−6(5), 7−6(9)         | 4:03   | 14    | 4       |
| 19.  | 2009 | Cincinnati            | MS/1000   | Dura         | SF    | Đoković   | 6−1, 6−4                    | 1:32   | 14    | 5       |
| 20.  | 2009 | París                 | MS/1000   | Dura (i)     | SF    | Đoković   | 6−2, 6−3                    | 1:17   | 14    | 6       |
| 21.  | 2009 | Londres               | CM        | Dura (i)     | RR    | Đoković   | 7−6(5), 6−3                 | 1:58   | 14    | 7       |
| 22.  | 2010 | US Open               | GS        | Dura         | F     | Nadal     | 6−4, 5−7, 6−4, 6−2          | 3:43   | 15    | 7       |
| 23.  | 2010 | Londres               | CM        | Dura (i)     | RR    | Nadal     | 7−5, 6−2                    | 1:52   | 16    | 7       |
| 24.  | 2011 | Indian Wells          | MS/1000   | Dura         | F     | Đoković   | 4−6, 6−3, 6−2               | 2:25   | 16    | 8       |
| 25.  | 2011 | Miami                 | MS/1000   | Dura         | F     | Đoković   | 4−6, 6−3, 7−6(4)            | 3:21   | 16    | 9       |
| 26.  | 2011 | Madrid                | MS/1000   | Terra batuda | F     | Đoković   | 7−5, 6−4                    | 2:17   | 16    | 10      |
| 27.  | 2011 | Roma                  | MS/1000   | Terra batuda | F     | Đoković   | 6−4, 6−4                    | 2:12   | 16    | 11      |
| 28.  | 2011 | Wimbledon             | GS        | Gespa        | F     | Đoković   | 6−4, 6−1, 1−6, 6−3          | 2:28   | 16    | 12      |
| 29.  | 2011 | US Open               | GS        | Dura         | F     | Đoković   | 6−2, 6−4, 6−7(3), 6−1       | 4:10   | 16    | 13      |
| 30.  | 2012 | Open d'Austràlia      | GS        | Dura         | F     | Đoković   | 5−7, 6−4, 6−2, 6−7(5), 7−5  | 5:53   | 16    | 14      |
| 31.  | 2012 | Montecarlo            | MS/1000   | Terra batuda | F     | Nadal     | 6−3, 6−1                    | 1:18   | 17    | 14      |
| 32.  | 2012 | Roma                  | MS/1000   | Terra batuda | F     | Nadal     | 7−5, 6−3                    | 2:20   | 18    | 14      |
| 33.  | 2012 | Roland Garros         | GS        | Terra batuda | F     | Nadal     | 6−4, 6−3, 2−6, 7−5          | 3:55   | 19    | 14      |
| 34.  | 2013 | Montecarlo            | MS/1000   | Terra batuda | F     | Đoković   | 6−2, 7−6(1)                 | 1:52   | 19    | 15      |
| 35.  | 2013 | Roland Garros         | GS        | Terra batuda | SF    | Nadal     | 6−4, 3−6, 6−1, 6−7(3), 9−7  | 4:37   | 20    | 15      |
| 36.  | 2013 | Canadà                | MS/1000   | Dura         | SF    | Nadal     | 6−4, 3−6, 7−6(2)            | 2:28   | 21    | 15      |
| 37.  | 2013 | US Open               | GS        | Dura         | F     | Nadal     | 6−2, 3−6, 6−4, 6−1          | 3:21   | 22    | 15      |
| 38.  | 2013 | Pequín                | Gold/500  | Dura         | F     | Đoković   | 6−3, 6−4                    | 1:27   | 22    | 16      |
| 39.  | 2013 | Londres               | CM        | Dura (i)     | F     | Đoković   | 6−3, 6−4                    | 1:36   | 22    | 17      |
| 40.  | 2014 | Miami                 | MS/1000   | Dura         | F     | Đoković   | 6−3, 6−3                    | 1:23   | 22    | 18      |
| 41.  | 2014 | Roma                  | MS/1000   | Terra batuda | F     | Đoković   | 4−6, 6−3, 6−3               | 2:19   | 22    | 19      |
| 42.  | 2014 | Roland Garros         | GS        | Terra batuda | F     | Nadal     | 3−6, 7−5, 6−2, 6−4          | 3:31   | 23    | 19      |
| 43.  | 2015 | Montecarlo            | MS/1000   | Terra batuda | SF    | Đoković   | 6−3, 6−3                    | 1:37   | 23    | 20      |
| 44.  | 2015 | Roland Garros         | GS        | Terra batuda | QF    | Đoković   | 7−5, 6−3, 6−1               | 2:27   | 23    | 21      |
| 45.  | 2015 | Pequín                | Gold/500  | Dura         | F     | Đoković   | 6−2, 6−2                    | 1:30   | 23    | 22      |
| 46.  | 2015 | Londres               | CM        | Dura         | SF    | Đoković   | 6−3, 6−3                    | 1:19   | 23    | 23      |
| 47.  | 2016 | Doha                  | 250       | Dura         | F     | Đoković   | 6−1, 6−2                    | 1:13   | 23    | 24      |
| 48.  | 2016 | Indian Wells          | MS/1000   | Dura         | SF    | Đoković   | 7−6(5), 6−2                 | 1:58   | 23    | 25      |
| 49.  | 2016 | Roma                  | MS/1000   | Terra batuda | QF    | Đoković   | 7−5, 7−6(4)                 | 2:25   | 23    | 26      |
| 50.  | 2017 | Madrid                | MS/1000   | Terra batuda | SF    | Nadal     | 6−2, 6−4                    | 1:39   | 24    | 26      |
| 51.  | 2018 | Roma                  | MS/1000   | Terra batuda | SF    | Nadal     | 7−6(4), 6−3                 | 1:56   | 25    | 26      |
| 52.  | 2018 | Wimbledon             | GS        | Gespa        | SF    | Đoković   | 6−4, 3−6, 7−6(9), 3−6, 10−8 | 5:15   | 25    | 27      |
| 53.  | 2019 | Open d'Austràlia      | GS        | Dura         | F     | Đoković   | 6−3, 6−2, 6−3               | 2:04   | 25    | 28      |
| 54.  | 2019 | Roma                  | MS/1000   | Terra batuda | F     | Nadal     | 6−0, 4−6, 6−1               | 2:29   | 26    | 28      |
| 55.  | 2020 | ATP Cup               | AC        | Dura         | F     | Đoković   | 6−2, 7−6(4)                 | 1:55   | 26    | 29      |
| 56.  | 2020 | Roland Garros         | GS        | Terra batuda | F     | Nadal     | 6−0, 6−2, 7−5               | 2:41   | 27    | 29      |
| 57.  | 2021 | Roma                  | MS/1000   | Terra batuda | F     | Nadal     | 7−5, 1−6, 6−3               | 2:49   | 28    | 29      |
| 58.  | 2021 | Roland Garros         | GS        | Terra batuda | SF    | Đoković   | 3−6, 6−3, 7−6(4), 6−2       | 4:11   | 28    | 30      |
| 59.  | 2022 | Roland Garros         | GS        | Terra batuda | QF    | Nadal     | 6−2, 4−6, 6−2, 7−6(4)       | 4:12   | 29    | 30      |

### Nadal−Murray
Rafael Nadal i Andy Murray s'han enfrontat un total de 24 ocasions de les quals Nadal n'ha guanyat 17 per 7, més una renúncia de Nadal. El tennista mallorquí domina els enfrontaments en totes les superfícies malgrat que només és especialista sobre terra batuda. En pista dura lidera per 7−5, sobre terra batuda 7−2, i sobre gespa 3−0. En Grand Slams s'han enfrontat en set ocasions amb cinc victòries per Nadal, però per altra banda, el britànic supera a Nadal en les finals per 3−1. Paradoxalment, el seu primer enfrontament és el més llarg que han disputat, i fou en quarta ronda.
| Núm. | Any  | Torneig           | Categoria | Superfície   | Ronda | Guanyador | Resultat                   | Durada | Nadal | Murray |
| ---- | ---- | ----------------- | --------- | ------------ | ----- | --------- | -------------------------- | ------ | ----- | ------ |
| 1.   | 2007 | Open d'Austràlia  | GS        | Dura         | 4R    | Nadal     | 6−7(3), 6−4, 4−6, 6−3, 6−1 | 3:51   | 1     | 0      |
| 2.   | 2007 | Madrid            | MS/1000   | Dura (i)     | 3R    | Nadal     | 7−6(5), 6−4                | 2:17   | 2     | 0      |
| 3.   | 2008 | Hamburg           | MS/1000   | Terra batuda | 3R    | Nadal     | 6−3, 6−2                   | 1:18   | 3     | 0      |
| 4.   | 2008 | Wimbledon         | GS        | Gespa        | QF    | Nadal     | 6−3, 6−2, 6−4              | 1:55   | 4     | 0      |
| 5.   | 2008 | Mont-real/Toronto | MS/1000   | Dura         | SF    | Nadal     | 7−6(2), 6−2                | 2:02   | 5     | 0      |
| 6.   | 2008 | US Open           | GS        | Dura         | SF    | Murray    | 6−2, 7−6(5), 4−6, 6−4      | 3:31   | 5     | 1      |
| 7.   | 2009 | Rotterdam         | 500       | Dura (i)     | F     | Murray    | 6−3, 4−6, 6−0              | 1:51   | 5     | 2      |
| 8.   | 2009 | Indian Wells      | MS/1000   | Dura         | F     | Nadal     | 6−1, 6−2                   | 1:21   | 6     | 2      |
| 9.   | 2009 | Montecarlo        | MS/1000   | Terra batuda | SF    | Nadal     | 6−2, 7−6(4)                | 2:09   | 7     | 2      |
| 10.  | 2010 | Open d'Austràlia  | GS        | Dura         | QF    | Murray    | 6−3, 7−6(2), 3−0, ret.     | 2:30   | 7     | 3      |
| 11.  | 2010 | Wimbledon         | GS        | Gespa        | SF    | Nadal     | 6−4, 7−6(6), 6−4           | 2:22   | 8     | 3      |
| 12.  | 2010 | Mont-real/Toronto | MS/1000   | Dura         | SF    | Murray    | 6−3, 6−4                   | 1:44   | 8     | 4      |
| 13.  | 2010 | Londres           | CM        | Dura (i)     | SF    | Nadal     | 7−6(5), 3−6, 7−6(6)        | 3:12   | 9     | 4      |
| 14.  | 2011 | Montecarlo        | MS/1000   | Terra batuda | SF    | Nadal     | 6−4, 2−6, 6−1              | 2:59   | 10    | 4      |
| 15.  | 2011 | Roland Garros     | GS        | Terra batuda | SF    | Nadal     | 6−4, 7−5, 6−4              | 3:17   | 11    | 4      |
| 16.  | 2011 | Wimbledon         | GS        | Gespa        | SF    | Nadal     | 5−7, 6−2, 6−2, 6−4         | 2:59   | 12    | 4      |
| 17.  | 2011 | US Open           | GS        | Dura         | SF    | Nadal     | 6−4, 6−2, 3−6, 6−2         | 3:24   | 13    | 4      |
| 18.  | 2011 | Tòquio            | 500       | Dura         | F     | Murray    | 3−6, 6−2, 6−0              | 2:16   | 13    | 5      |
| −    | 2012 | Miami             | MS/1000   | Dura         | SF    | Murray    | Renúncia                   | −      | 13    | 5      |
| 19.  | 2014 | Roma              | MS/1000   | Terra batuda | QF    | Nadal     | 1−6, 6−3, 7−5              | 2:40   | 14    | 5      |
| 20.  | 2014 | Roland Garros     | GS        | Terra batuda | SF    | Nadal     | 6−3, 6−2, 6−1              | 1:40   | 15    | 5      |
| 21.  | 2015 | Madrid            | MS/1000   | Terra batuda | F     | Murray    | 6−3, 6−2                   | 1:29   | 15    | 6      |
| 22.  | 2015 | Londres           | CM        | Dura (i)     | RR    | Nadal     | 6−4, 6−1                   | 1:32   | 16    | 6      |
| 23.  | 2016 | Montecarlo        | MS/1000   | Terra batuda | SF    | Nadal     | 2−6, 6−4, 6−2              | 2:43   | 17    | 6      |
| 24.  | 2016 | Madrid            | MS/1000   | Terra batuda | SF    | Murray    | 7−5, 6−4                   | 2:11   | 17    | 7      |

### Nadal−Ferrer
Rafael Nadal i David Ferrer es van enfrontar un total de 32 ocasions de les quals Nadal en va guanyar 26 per 6. El tennista valencià va guanyar el primer enfrontament produït l'any 2004, però a partir de 2008, Nadal ja va dominar clarament els enfrontaments en totes les superfícies, malgrat que la majoria es van celebrar sobre terra batuda perquè era la millor superfície per ambdós. En pista dura lidera per 6−4 i sobre terra batuda domina 20−2, mentre que sobre gespa no s'han enfrontat mai. El duel més important fou la final de Roland Garros 2013, l'única disputada per Ferrer.
| Núm. | Any  | Torneig          | Categoria | Superfície   | Ronda | Guanyador | Resultat                 | Durada | Nadal | Ferrer |
| ---- | ---- | ---------------- | --------- | ------------ | ----- | --------- | ------------------------ | ------ | ----- | ------ |
| 1.   | 2004 | Stuttgart        | 500       | Terra batuda | QF    | Ferrer    | 6−3, 6−7(3), 7−5         | 2:26   | 0     | 1      |
| 2.   | 2005 | Miami            | MS/1000   | Dura         | SF    | Nadal     | 6−4, 6−3                 | 1:31   | 1     | 1      |
| 3.   | 2005 | Roma             | MS/1000   | Terra batuda | SF    | Nadal     | 4−6, 6−4, 7−5            | 2:29   | 2     | 1      |
| 4.   | 2005 | Roland Garros    | GS        | Terra batuda | QF    | Nadal     | 7−5, 6−2, 6−0            | 2:08   | 3     | 1      |
| 5.   | 2007 | Barcelona        | 500       | Terra batuda | SF    | Nadal     | 7−5, 6−1                 | 1:35   | 4     | 1      |
| 6.   | 2007 | US Open          | GS        | Dura         | R16   | Ferrer    | 6−7(3), 6−4, 7−6(4), 6−2 | 3:26   | 4     | 2      |
| 7.   | 2007 | Xangai           | CM        | Dura (i)     | RR    | Ferrer    | 4−6, 6−4, 6−3            | 2:41   | 4     | 3      |
| 8.   | 2008 | Montecarlo       | MS/1000   | Terra batuda | QF    | Nadal     | 6−1, 7−5                 | 1:40   | 5     | 3      |
| 9.   | 2008 | Barcelona        | 500       | Terra batuda | F     | Nadal     | 6−1, 4−6, 6−1            | 2:14   | 6     | 3      |
| 10.  | 2009 | Barcelona        | 500       | Terra batuda | F     | Nadal     | 6−2, 7−5                 | 1:46   | 7     | 3      |
| 11.  | 2009 | Mont-real/Canadà | MS/1000   | Dura         | R32   | Nadal     | 4−3, retirada            | 0:37   | 8     | 3      |
| 12.  | 2010 | Miami            | MS/1000   | Dura         | R16   | Nadal     | 7−6(5), 6−4              | 1:57   | 9     | 3      |
| 13.  | 2010 | Montecarlo       | MS/1000   | Terra batuda | SF    | Nadal     | 6−2, 6−3                 | 1:15   | 10    | 3      |
| 14.  | 2010 | Roma             | MS/1000   | Terra batuda | F     | Nadal     | 7−5, 6−2                 | 1:44   | 11    | 3      |
| 15.  | 2011 | Open d'Austràlia | GS        | Dura         | QF    | Ferrer    | 6−4, 6−2, 6−3            | 2:33   | 11    | 4      |
| 16.  | 2011 | Montecarlo       | MS/1000   | Terra batuda | F     | Nadal     | 6−4, 7−5                 | 2:17   | 12    | 4      |
| 17.  | 2011 | Barcelona        | 500       | Terra batuda | F     | Nadal     | 6−2, 6−4                 | 1:49   | 13    | 4      |
| 18.  | 2012 | Barcelona        | 500       | Terra batuda | F     | Nadal     | 7−6(1), 7−5              | 2:40   | 14    | 4      |
| 19.  | 2012 | Roma             | MS/1000   | Terra batuda | SF    | Nadal     | 7−6(6), 6−0              | 2:06   | 15    | 4      |
| 20.  | 2012 | Roland Garros    | GS        | Terra batuda | SF    | Nadal     | 6−2, 6−2, 6−1            | 1:46   | 16    | 4      |
| 21.  | 2013 | Acapulco         | 500       | Terra batuda | F     | Nadal     | 6−0, 6−2                 | 1:05   | 17    | 4      |
| 22.  | 2013 | Madrid           | MS/1000   | Terra batuda | QF    | Nadal     | 4−6, 7−6(3), 6−0         | 2:37   | 18    | 4      |
| 23.  | 2013 | Roma             | MS/1000   | Terra batuda | QF    | Nadal     | 6−4, 4−6, 6−2            | 2:46   | 19    | 4      |
| 24.  | 2013 | Roland Garros    | GS        | Terra batuda | F     | Nadal     | 6−3, 6−2, 6−3            | 2:16   | 20    | 4      |
| 25.  | 2013 | París            | MS/1000   | Dura (i)     | SF    | Ferrer    | 6−3, 7−5                 | 1:38   | 20    | 5      |
| 26.  | 2013 | Londres          | CM        | Dura (i)     | RR    | Nadal     | 6−3, 6−2                 | 1:15   | 21    | 5      |
| 27.  | 2014 | Montecarlo       | MS/1000   | Terra batuda | QF    | Ferrer    | 7−6(1), 6−4              | 2:14   | 21    | 6      |
| 28.  | 2014 | Roland Garros    | GS        | Terra batuda | QF    | Nadal     | 4−6, 6−4, 6−0, 6−1       | 2:34   | 22    | 6      |
| 29.  | 2015 | Montecarlo       | MS/1000   | Terra batuda | QF    | Nadal     | 6−4, 5−7, 6−2            | 2:45   | 23    | 6      |
| 30.  | 2015 | Londres          | CM        | Dura (i)     | RR    | Nadal     | 7−6(2), 6−3, 6−4         | 2:37   | 24    | 6      |
| 31.  | 2018 | US Open          | GS        | Dura         | R128  | Nadal     | 6−3, 6−4, retirada       | 1:23   | 25    | 6      |
| 32.  | 2019 | Barcelona        | 500       | Terra batuda | R16   | Nadal     | 6−3, 6−3                 | 1:57   | 26    | 6      |

## Trajectòria

### Individual
| Torneig | 2002              | 2003              | 2004              | 2005              | 2006              | 2007              | 2008              | 2009                  | 2010                  | 2011                  | 2012                  | 2013                  | 2014                  | 2015                  | 2016                  | 2017                  | 2018                  | 2019                  | 2020                  | 2021                  | 2022                  | 2023                  | Títols     | V − D      |
| --- | ----------------- | ----------------- | ----------------- | ----------------- | ----------------- | ----------------- | ----------------- | --------------------- | --------------------- | --------------------- | --------------------- | --------------------- | --------------------- | --------------------- | --------------------- | --------------------- | --------------------- | --------------------- | --------------------- | --------------------- | --------------------- | --------------------- | ---------- | ---------- |
| Grand Slams |                   |                   |                   |                   |                   |                   |                   |                       |                       |                       |                       |                       |                       |                       |                       |                       |                       |                       |                       |                       |                       |                       |            |            |
| Open d'Austràlia | A                 | A                 | 3R                | 4R                | A                 | QF                | SF                | G                     | QF                    | QF                    | F                     | A                     | F                     | QF                    | 1R                    | F                     | QF                    | F                     | QF                    | QF                    | G                     | 2R                    | 2 / 18     | 77 − 16    |
| Roland Garros | A                 | A                 | A                 | G                 | G                 | G                 | G                 | 4R                    | G                     | G                     | G                     | G                     | G                     | QF                    | 3R                    | G                     | G                     | G                     | G                     | SF                    | G                     |                       | 14 / 18    | 112 − 3    |
| Wimbledon | A                 | 3R                | A                 | 2R                | F                 | F                 | G                 | A                     | G                     | F                     | 2R                    | 1R                    | 4R                    | 2R                    | A                     | 4R                    | SF                    | SF                    | NC                    | A                     | SF                    |                       | 2 / 15     | 58 − 13    |
| US Open | A                 | 2R                | 2R                | 3R                | QF                | 4R                | SF                | SF                    | G                     | F                     | A                     | G                     | A                     | 3R                    | 4R                    | G                     | SF                    | G                     | A                     | A                     | 4R                    |                       | 4 / 16     | 67 − 12    |
| Victòries−Derrotes | 0−0               | 3−2               | 3−2               | 13−3              | 17−2              | 20−3              | 24−2              | 15−2                  | 25−1                  | 23−3                  | 14−2                  | 14−1                  | 16−2                  | 11−4                  | 5−2                   | 23−2                  | 2−3                   | 24−2                  | 11−1                  | 9−2                   |                       |                       | 20 / 62    | 291 − 41   |
| Altres |                   |                   |                   |                   |                   |                   |                   |                       |                       |                       |                       |                       |                       |                       |                       |                       |                       |                       |                       |                       |                       |                       |            |            |
| ATP World Tour Finals | A                 | A                 | A                 | A                 | SF                | SF                | A                 | RR                    | F                     | RR                    | A                     | F                     | A                     | SF                    | A                     | RR                    | A                     | RR                    | SF                    | A                     |                       |                       | 0 / 10     | 20 − 16    |
| Jocs Olímpics | NC                | NC                | A                 | No celebrat       | No celebrat       | No celebrat       | G                 | No celebrat           | No celebrat           | No celebrat           | A                     | No celebrat           | No celebrat           | No celebrat           | 4t                    | No celebrat           | No celebrat           | No celebrat           | No celebrat           | A                     | NC                    | NC                    | 1 / 2      | 10 – 2     |
| ATP Masters Series |                   |                   |                   |                   |                   |                   |                   |                       |                       |                       |                       |                       |                       |                       |                       |                       |                       |                       |                       |                       |                       |                       |            |            |
| Indian Wells | A                 | A                 | 3R                | A                 | SF                | G                 | SF                | G                     | SF                    | F                     | SF                    | G                     | 3R                    | QF                    | SF                    | 3R                    | A                     | SF                    | NC                    | A                     |                       |                       | 3 / 14     | 54 – 11    |
| Miami | A                 | A                 | 4R                | F                 | 2R                | QF                | F                 | QF                    | SF                    | F                     | SF                    | A                     | F                     | 3R                    | 2R                    | F                     | A                     | A                     | NC                    | A                     |                       |                       | 0 / 13     | 40 – 13    |
| Montecarlo | A                 | 3R                | A                 | G                 | G                 | G                 | G                 | G                     | G                     | G                     | G                     | F                     | QF                    | SF                    | G                     | G                     | G                     | SF                    | NC                    | QF                    |                       |                       | 11 / 17    | 73 – 6     |
| Hamburg | A                 | 3R                | A                 | A                 | A                 | F                 | G                 | Madrid (terra batuda) | Madrid (terra batuda) | Madrid (terra batuda) | Madrid (terra batuda) | Madrid (terra batuda) | Madrid (terra batuda) | Madrid (terra batuda) | Madrid (terra batuda) | Madrid (terra batuda) | Madrid (terra batuda) | Madrid (terra batuda) | Madrid (terra batuda) | Madrid (terra batuda) | Madrid (terra batuda) | Madrid (terra batuda) | 5 / 15     | 52 – 10    |
| Madrid (terra batuda) | Masters d'Hamburg | Masters d'Hamburg | Masters d'Hamburg | Masters d'Hamburg | Masters d'Hamburg | Masters d'Hamburg | Masters d'Hamburg | F                     | G                     | F                     | 3R                    | G                     | G                     | F                     | SF                    | G                     | QF                    | SF                    | NC                    | QF                    |                       |                       | 5 / 15     | 52 – 10    |
| Roma | A                 | A                 | A                 | G                 | G                 | G                 | 2R                | G                     | G                     | F                     | G                     | G                     | F                     | QF                    | QF                    | QF                    | G                     | G                     | QF                    | G                     |                       |                       | 10 / 17    | 68 – 7     |
| Toronto/Mont-real | A                 | A                 | 1R                | G                 | 3R                | SF                | G                 | QF                    | SF                    | 2R                    | A                     | G                     | A                     | QF                    | A                     | 4R                    | G                     | G                     | NC                    | A                     |                       |                       | 5 / 13     | 38 – 8     |
| Cincinnati | A                 | A                 | 1R                | 1R                | QF                | 1R                | SF                | SF                    | QF                    | QF                    | A                     | G                     | A                     | 3R                    | 3R                    | QF                    | A                     | A                     | A                     | A                     |                       |                       | 1 / 12     | 22 – 11    |
| Madrid (dura) | A                 | 1R                | 2R                | G                 | QF                | QF                | SF                | Xangai                | Xangai                | Xangai                | Xangai                | Xangai                | Xangai                | Xangai                | Xangai                | Xangai                | Xangai                | Xangai                | Xangai                | Xangai                | Xangai                | Xangai                | 1 / 14     | 29 – 13    |
| Xangai | Madrid (dura)     | Madrid (dura)     | Madrid (dura)     | Madrid (dura)     | Madrid (dura)     | Madrid (dura)     | Madrid (dura)     | F                     | 3R                    | 3R                    | A                     | SF                    | 2R                    | SF                    | 2R                    | F                     | A                     | A                     | NC                    | NC                    |                       |                       | 1 / 14     | 29 – 13    |
| París | A                 | Q1                | A                 | A                 | A                 | F                 | QF                | SF                    | A                     | A                     | A                     | SF                    | A                     | QF                    | A                     | QF                    | A                     | SF                    | SF                    | A                     |                       |                       | 0 / 8      | 22 – 6     |
| Estadístiques |                   |                   |                   |                   |                   |                   |                   |                       |                       |                       |                       |                       |                       |                       |                       |                       |                       |                       |                       |                       |                       |                       |            |            |
| Torneigs jugats | 1                 | 11                | 18                | 21                | 16                | 20                | 19                | 17                    | 17                    | 17                    | 11                    | 17                    | 15                    | 23                    | 16                    | 18                    | 9                     | 13                    | 6                     | 7                     |                       |                       | 292        | 292        |
| Finals disputades | 0                 | 0                 | 2                 | 12                | 6                 | 9                 | 10                | 8                     | 9                     | 10                    | 5                     | 14                    | 7                     | 6                     | 3                     | 10                    | 5                     | 5                     | 2                     | 2                     |                       |                       | 125        | 125        |
| Títols | 0                 | 0                 | 1                 | 11                | 5                 | 6                 | 8                 | 5                     | 7                     | 3                     | 4                     | 10                    | 4                     | 3                     | 2                     | 6                     | 5                     | 4                     | 2                     | 2                     |                       |                       | 86         | 86         |
| Pista dura V−D | 0−0               | 1−2               | 14−10             | 28−6              | 23−8              | 31−12             | 46−10             | 42−12                 | 40−9                  | 33−11                 | 17−3                  | 36−4                  | 20−6                  | 30−12                 | 18−10                 | 41−10                 | 14−2                  | 32−3                  | 18−6                  | 5−2                   |                       |                       | 22 / 155   | 491 − 140  |
| Terra batuda V−D | 1−1               | 11−6              | 14−3              | 50−2              | 26−0              | 31−1              | 24−1              | 24−2                  | 22−0                  | 28−2                  | 23−1                  | 39−2                  | 25−3                  | 26−6                  | 21−4                  | 24−1                  | 26−1                  | 21−3                  | 9−1                   | 19−3                  |                       |                       | 62 / 107   | 464 − 43   |
| Gespa V−D | 0−0               | 2−1               | 0−0               | 1−2               | 8−2               | 8−2               | 12−0              | 0−0                   | 9−1                   | 8−2                   | 2−2                   | 0−1                   | 3−2                   | 5−2                   | 0−0                   | 3−1                   | 5−1                   | 5−1                   | 0−0                   | 0−0                   |                       |                       | 4 / 24     | 71 − 20    |
| Moqueta V−D | 0−0               | 0−2               | 2−4               | 0−0               | 0−0               | 0−0               | 0−0               | Superfície eliminada  | Superfície eliminada  | Superfície eliminada  | Superfície eliminada  | Superfície eliminada  | Superfície eliminada  | Superfície eliminada  | Superfície eliminada  | Superfície eliminada  | Superfície eliminada  | Superfície eliminada  | Superfície eliminada  | Superfície eliminada  | Superfície eliminada  | Superfície eliminada  | 0 / 5      | 2 − 6      |
| Total Victòries−Derrotes                                                                                                   | 1−1               | 14−11             | 30−17             | 79−10             | 59−12             | 70−15             | 82−11             | 66−14                 | 71−10                 | 69−15                 | 42−6                  | 75−7                  | 48−11                 | 61−20                 | 39−14                 | 68−12                 | 45−4                  | 58−7                  | 27−7                  | 24−5                  |                       |                       | 1038 − 209 | 1038 − 209 |
| Rànquing a final d'any | 200               | 49                | 51                | 2                 | 2                 | 2                 | 1                 | 2                     | 1                     | 2                     | 4                     | 1                     | 3                     | 5                     | 9                     | 1                     | 2                     | 1                     | 2                     | 6                     |                       |                       |            |            |
| Llegenda: G: Guanyador; F: Finalista; SF: Semifinalista; QF: Quarts de final; Q: Qualificació; A: Absent; RR: Round Robin; |                   |                   |                   |                   |                   |                   |                   |                       |                       |                       |                       |                       |                       |                       |                       |                       |                       |                       |                       |                       |                       |                       |            |            |

## Guardons
- Premi Príncep d'Astúries dels Esports: 2008
- Premis Laureus World Sports al millor esportista revelació de l'any: 2006
- Premis Laureus World Sports al millor esportista masculí internacional de l'any: 2011
- Premis Laureus World Sports al millor retorn de l'any: 2014
- ATP Player of the Year (5): 2008, 2010, 2013, 2017, 2019
- ITF World Champion (4): 2008, 2010, 2017, 2019[53]
- ATP Star of Tomorrow: 2003
- ATP Most Improved Player: 2005
- ATP Comeback Player of the Year: 2013
- Stefan Edberg Sportsmanship Award (3): 2010, 2018, 2021[54]
- Arthur Ashe Humanitarian of the Year: 2011
- Best Male Tennis Player ESPY Award (2): 2011, 2014
- Fill predilecte de Mallorca (2014)